# Giro de Italia
El Giro de Italia (en italiano: Giro d'Italia ;   AFI, [ˈdʒiːro diˈtaːlja] (escuchar)ⓘ) es una competición ciclista por etapas de tres semanas de duración, disputada en el mes de mayo en Italia con un recorrido diferente cada año. En ocasiones también se disputa alguna etapa en los países colindantes. Es una de las tres Grandes Vueltas, la segunda en aparecer históricamente. Dejó de formar parte del UCI ProTour, como las otras dos grandes vueltas, para posteriormente integrarse en el UCI World Ranking y UCI WorldTour.
El primer Giro de Italia comenzó el 13 de mayo de 1909 en Milán con un total de 8 etapas y 2448 kilómetros.
Tres ciclistas comparten el récord de victorias en esta competición con cinco triunfos: Alfredo Binda (1925, 1927, 1928, 1929 y 1933), Fausto Coppi (1940, 1947, 1949, 1952 y 1953) y Eddy Merckx (1968, 1970, 1972, 1973 y 1974).
El corredor con mayor número de victorias de etapas es Mario Cipollini con un total de 42. En la edición de 2003, superó el récord de 41 victorias que poseía Alfredo Binda desde los años treinta.
Desde 1988 existe un Giro de Italia Femenino, siendo de las pocas carreras femeninas de más de una semana junto a la Grande Boucle y el Tour de l'Aude Femenino (estas ya desaparecidas), aunque sin relación con la de hombres. En 2022 se creó el Tour de Francia Femenino.

## Historia

### Los orígenes
Al igual que el Tour de Francia con el periódico L'Auto, la creación del Giro de Italia está ligada a un periódico deportivo, La Gazzetta dello Sport. 
La rivalidad con otro periódico italiano (el Corriere della Sera) que organizaba el Giro de Italia en Automóvil y planeaba organizar un Giro de Italia en bicicleta, llevaron al periodista Tullio Morgagni a plantearle a su director Eugenio Camillo Costamagna la creación de una carrera ciclista por etapas inspirándose en el Tour de Francia. La Gazzetta, previamente ya había comenzado a organizar carreras ciclistas como el Giro de Lombardía en 1905 y la Milán-San Remo en 1907. 
El 7 de agosto de 1908, bajo el liderazgo de Eugenio Camillo Costamagna, Armando Cougnet y Tullio Morgagni, el periódico anunció el nacimiento del Giro de Italia, cuya primera edición sería en 1909, anticipándose al Corriere della Sera.

### Primera edición

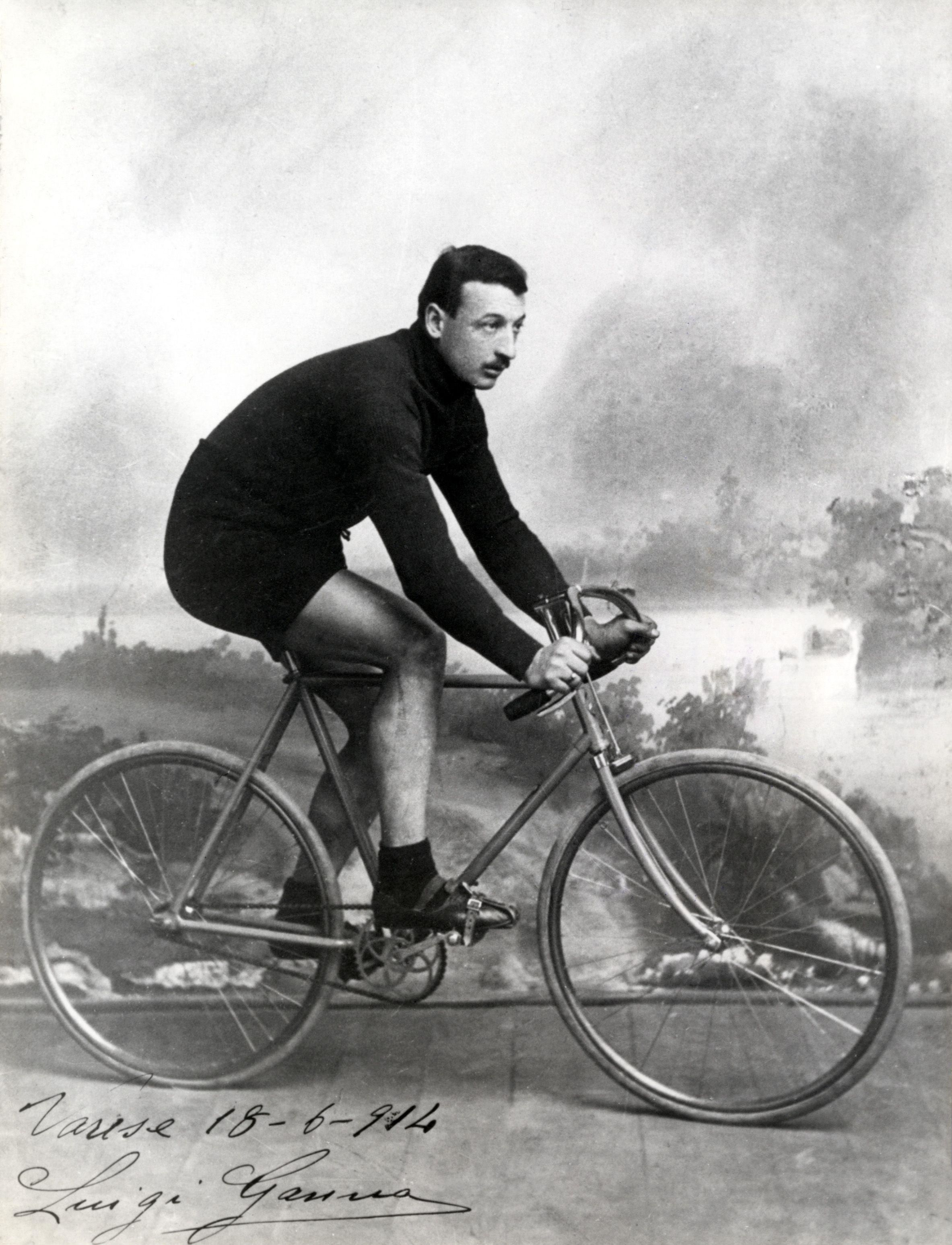
Luigi Ganna primer ganador del Giro.

Con la participación de 127 corredores, el 13 de mayo de 1909 a las 2:53 a. m. se largó la primera edición en la plaza de Loreto en Milán rumbo a Bolonia. Fueron 8 etapas para un total de 2.448 kilómetros, corriéndose una etapa cada dos o tres días, ya que La Gazzetta dello Sport era una publicación trisemanal. El reglamento utilizado fue el mismo que se usaba en el Tour de Francia, con una clasificación por puntos según el orden de llegada en las etapas y no una clasificación por tiempos. Cuarenta y nueve ciclistas lograron completar el recorrido y el ganador de esa primera edición fue Luigi Ganna que sumó 27 puntos. Su gran rival Giovanni Rossignoli, finalizó tercero con 40 puntos, pero si se hubiera tomado en cuenta los tiempos, Rossignoli habría ganado por más de 37 minutos.

### Antes de la I Guerra Mundial
Las primeras ediciones fueron sufriendo varias modificaciones: las etapas variaron de ocho a doce, en 1911 la carrera empezó y terminó en Roma, en 1912 se corrió por equipos y en 1914 se dejó de usar el sistema de puntos para pasar a la clasificación por tiempo.
Carlo Galetti fue el primero en ganar dos veces la carrera (1910 y 1911). En 1912, Galletti fue quien menos tiempo invirtió en realizar el recorrido, pero como se corrió en forma de equipos, ganó el equipo Atala (del cual era integrante), en lo podría haber sido su tercera victoria.
En 1913, el Tour de Francia pasó a utilizar la clasificación por tiempos. El Giro lo hizo un año después, en 1914, última edición antes de la suspensión debida a la Primera Guerra Mundial. Alfonso Calzolari fue el ganador de esa edición, superando por casi dos horas al segundo.

### La era Binda
Tras la guerra, en 1919 volvió la disputa de la carrera. El piamontés Costante Girardengo obtuvo la victoria en siete de las diez etapas, logrando el primero de sus dos Giros (en 1923 repitió la victoria y ganó ocho etapas). En esa edición de 1919 se produjo el primer podio extranjero con el belga Marcel Buysse que finalizó tercero. Giovanni Brunero fue otro de los destacados de la década de 1920, al ganar tres Giros (1921, 1922 y 1926). Un hecho particular e inédito hasta el día de hoy, ocurrió en 1924 cuando participó una mujer, Alfonsina Strada. En una época en que no estaba bien visto que una mujer compitiera, Strada había corrido el Giro de Lombardía en 1917 y 1918 y en 1924 se inscribió en el Giro. Aunque no figuró en las primeras posiciones, tampoco estaba entre las últimas, hasta la octava etapa cuando fue descalificada por llegar fuera de tiempo, aunque se especuló que ante las críticas que se hicieron, la organización decidió sacarla de la carrera. Igualmente, le permitieron seguir en carrera pero sin tiempo y llegó al final en Milán.
Los años 1920 vieron surgir a uno de los ciclistas más grandes de todos los tiempos, Alfredo Binda, quien ganó cinco Giros; 1925, 1927, 1928, 1929 y 1933. En total logró 41 victorias de etapa, ganando 12 de las 15 en 1927 y 8 consecutivas en 1929. La supremacía de Binda era tal que La Gazzetta dello Sport en 1930 le pagó 22.500 liras para que no corriera el Giro, con el fin de mantener el interés de la carrera.

### La maglia rosa
Armando Cougnet, director del Giro, decidió en 1931 otorgar un símbolo que hiciera reconocible a simple vista al líder de la carrera. Así nació la maglia rosa, tomando el color de las páginas de La Gazzetta dello Sport. El primer maglia rosa fue Learco Guerra, ganador de la primera etapa del Giro 1931 entre Milán y Mantova. En 1933, se le hicieron a la carrera algunas modificaciones: por primera vez se corrió una etapa contrarreloj entre Bolonia y Ferrara y además coincidiendo con la primera incursión por los Alpes se comenzó a disputar el Gran Premio de la montaña.

### Los duelos Coppi-Bartali

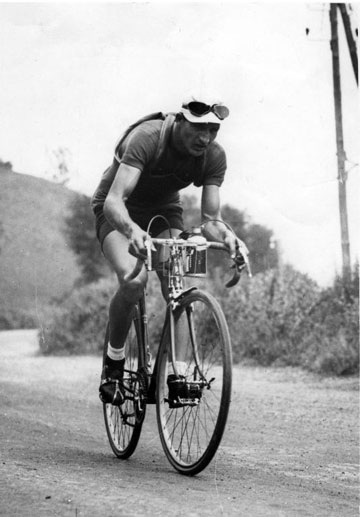
Gino Bartali

En los albores de la Segunda Guerra Mundial, Gino Bartali ya era famoso, habiendo ganado en 1936 y 1937. En 1940 la participación extranjera fue escasa, debido a que ya había comenzado la Segunda Guerra Mundial. El equipo Legnano del cual Bartali era integrante, contrató al joven Fausto Coppi de 20 años como gregario. Todo el equipo debía trabajar para Bartali, que tenía como rival a Giovanni Valetti del equipo Bianchi, ganador de las ediciones de 1938 y 1939. En las primeras etapas, Bartali perdió casi 15 minutos, mientras que Coppi fue segundo en dos etapas y estaba en los primeros lugares de la clasificación. El técnico de la Legnano, decidió que Coppi no fuera más gregario y fuera por la carrera, debiendo convencer a Bartali de que fuera el gregario a la vez que el "maestro" del joven Coppi. En la 11.ª etapa con final en Módena, Coppi ganó en solitario colocándose la maglia rosa que mantuvo hasta el final en Milán. Con 20 años, 8 meses y 25 días, Fausto Coppi se convirtió en el ciclista más joven en ganar el Giro, récord que aún se mantiene. Al día siguiente, Italia declaró la guerra a Francia y el Giro sufrió la segunda interrupción en su historia.

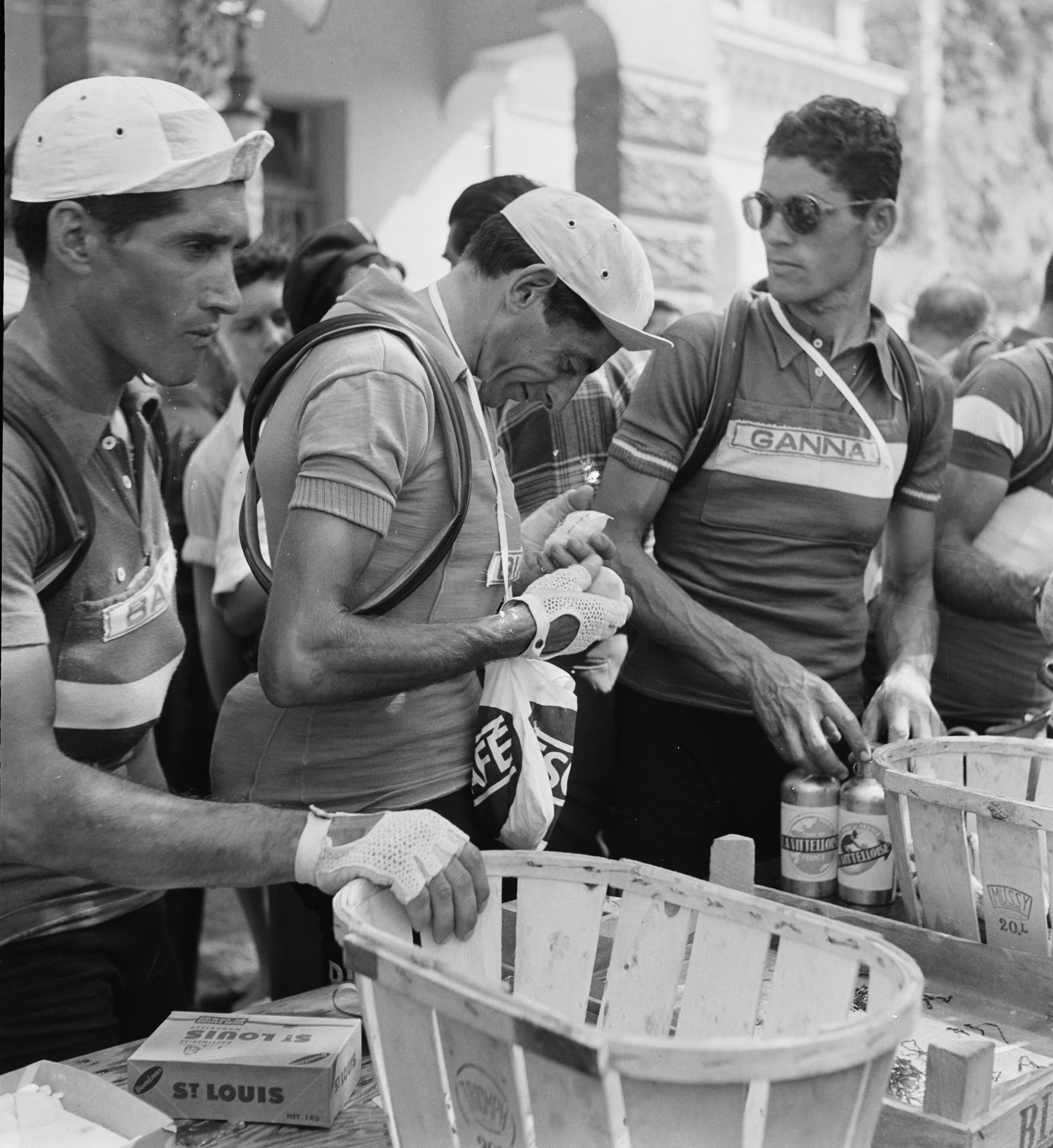
Fausto Coppi

Tras el paréntesis de la guerra, el Giro volvió en 1946. Bartali continuaba en el equipo Legnano y Coppi corría por el Bianchi. Las diferencias políticas y religiosas entre ambos dividieron a Italia. La Democracia Cristiana y los católicos estaban a favor de Bartali y la izquierda y los laicos a favor de Coppi, aunque ambos tuvieron una relación cordial pese a la rivalidad. El duelo de 1946 fue ganado por Bartali, logrando su tercer Giro. Coppi se tomó revancha en 1947 y en los años siguientes ganó 3 veces más, igualando el récord de Binda. La bipolarización Coppi-Bartali fue rota por Fiorenzo Magni que en ese período ganó 3 Giros y por el suizo Hugo Koblet, primer extranjero en subirse a lo más alto del podio en 1950.

### El dominio italiano desafiado
Tras el triunfo de Koblet en 1950, los extranjeros lograron dominar varias ediciones. El luxemburgués Charly Gaul gracias a sus condiciones de escalador lo hizo en dos oportunidades (1956 y 1959) y el francés Jacques Anquetil (quíntuple ganador del Tour de Francia) también en dos (1960 y 1964). Entre las victorias de Anquetil, el italiano Franco Balmanion logró los Giros de 1962 y 63 aunque no ganó ninguna etapa. 
En 1966, Gianni Motta, ganó la clasificación general y la clasificación por puntos, que por primera vez se comenzó a disputar. A partir de 1967 se otorgó maillot identificatorio al líder de esa clasificación, siendo los primeros dos años la maglia rossa y luego la maglia ciclamino. Esta última fue usada hasta la edición de 2009, volviendo en 2010 a la roja.

### La era Merckx

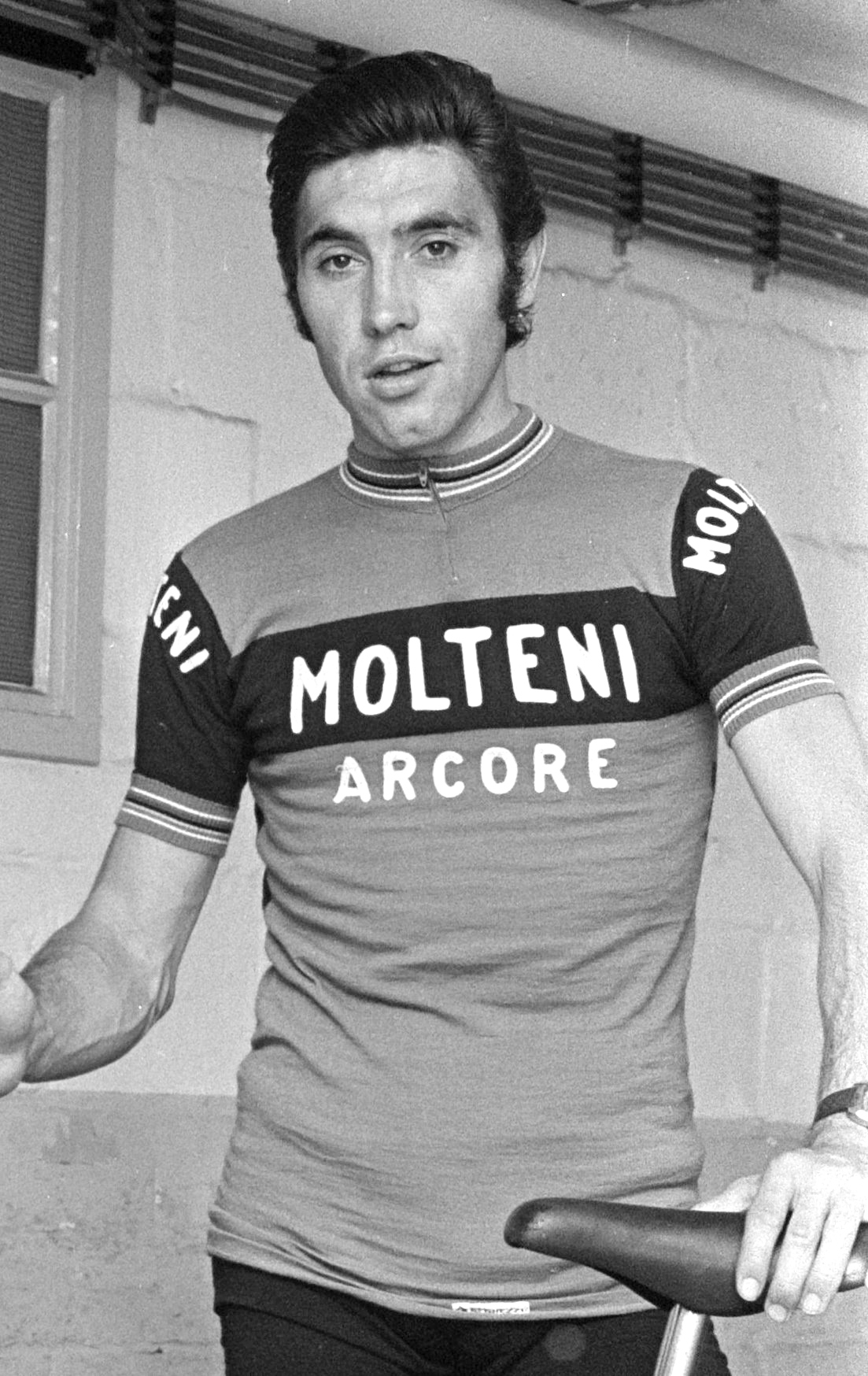
Eddy Merckx en 1973.

A finales de los años 1960 Felice Gimondi era el gran ciclista italiano del momento. Había ganado el Tour de Francia en 1965, el Giro en 1967 y la Vuelta a España en 1968. En 1967 un joven Eddy Merckx fue noveno en el Giro y ganó 2 etapas, preámbulo de su época dorada. De las siete ediciones corridas entre 1968 y 1974, Merckx ganó 5, alcanzando el récord de Binda y Coppi. Solo vio cortada su hegemonía por Gimondi en 1969 cuando fue descalificado por un control antidopaje positivo y por el sueco Gösta Pettersson en 1971. 
En 1976 Gimondi ganó su tercer Giro. Con ese triunfo se subió el podio por novena vez, siendo el ciclista con más podios en la historia. En 1974, se comenzó a entregar al líder de la clasificación de la montaña la maglia verde. Este distintivo fue usado hasta 2012, cuando fue cambiada por la azul.

### Duelo Saronni-Moser
A fines de la década de 1970 y principios de los 80, los duelos entre Giuseppe Saronni y Francesco Moser reavivaron el Giro. Saronni logró los triunfos en 1979 y 1983, mientras que Moser en 1984. Ambos lograron la clasificación por puntos en cuatro oportunidades y se mantienen al frente como los más ganadores de esta clasificación. En medio de este duelo Bernard Hinault se llevó tres ediciones: las de 1980, 1982 y 1985.
La edición de 1988, estuvo marcada por dos hechos: el triunfo del estadounidense Andrew Hampsten, primer no europeo en ganar la carrera y el ascenso al Passo di Gavia y posterior descenso hasta Bormio en condiciones climatológicas muy adversas. La lluvia y una tormenta de nieve obligó a varios ciclistas a descender en automóvil ya que les era imposible hacerlo en bicicleta.

### De Induráin a Pantani
En los primeros años de la década de 1990 Gianni Bugno, Claudio Chiappucci y Franco Chioccioli eran los grandes animadores de la ronda italiana. Bugno ganó en 1990 y Chioccioli en 1991, pero todos se vieron eclipsados por el español Miguel Induráin. El navarro dominó la carrera italiana en 1992 y 1993 y cuando se esperaba su tercer Giro en 1994, el ruso Yevgueni Berzin dio la sorpresa adjudicándose la maglia rosa en la cuarta etapa y manteniéndola hasta el final, ganándole las dos etapas contrarreloj a Induráin. Tras el éxito del suizo Tony Rominger en 1995 y el ruso Pavel Tonkov en 1996, comenzó un ciclo de once ediciones donde los italianos dominaron el Giro. Marco Pantani ganó en 1998 y partió como favorito en 1999, llevando la maglia rosa hasta que faltando dos etapas fue excluido de la carrera por tener altos niveles de hematocrito. Ivan Gotti ganó ese año, siendo su segunda victoria tras su triunfo en 1997.
En esa misma década y principios de los 2000, brilló en las llegadas masivas el esprínter Mario Cipollini. En el período 1989-2003 logró 42 triunfos de etapa y batió el récord de Binda que estaba vigente desde los años 1930.

### Años recientes
En el período 1997-2007, dos victorias para Ivan Gotti, dos de Gilberto Simoni, dos de Paolo Savoldelli, más los triunfos de Garzelli, Cunego, Basso y Di Luca, marcaron la hegemonía italiana que no se daba desde que el primer extranjero ganó en 1950. El ciclo italiano fue cortado por Alberto Contador en 2008.
En 2003, en el ocaso deportivo de Cipollini hizo aparición otro esprínter italiano, Alessandro Petacchi. Petacchi ganó seis etapas en 2003 y en 2004 nueve.
Denis Menchov en 2009 fue el tercer ruso en ganar la carrera y en 2010 Basso ganó su segundo Giro. Contador ganó su segundo Giro en la ruta en 2011, pero lo perdió en las oficinas del TAS tras la sanción por el caso Contador y la victoria final fue para Michele Scarponi. 
La edición de 2012 fue para Ryder Hesjedal, primer canadiense y segundo ciclista del otro lado del Atlántico en ganar el Giro. 
En 2013 el italiano Vincenzo Nibali gana su primer giro después de dos podios anteriormente (2.º y 3.º respectivamente).
En 2014 el colombiano Nairo Quintana, en su primera participación en la carrera, se proclamó como el primer latinoamericano en ser campeón del Giro, siendo además el mejor joven de la carrera. Ese mismo año el también colombiano Rigoberto Urán resultó subcampeón del Giro por segunda vez consecutiva. 
En el 2015 el experimentado Alberto Contador gana su segundo giro ante una joven promesa del ciclismo italiano Fabio Aru.
Vincenzo Nibali se hizo con su segundo triunfo en la ronda italiana del 2016, en una edición de gran dureza en la alta montaña.

## Maglias de líder
El líder de la clasificación general se distingue por llevar una maglia rosa (maillot del color del diario deportivo milanés La Gazzetta dello Sport que organiza la carrera), el líder de la clasificación de la montaña, desde 2012 lleva la maglia azul, (anteriormente fue la maglia verde).

El líder de la clasificación por puntos o de la regularidad lucía la maglia rosso passione o rossa (actualmente es ciclamino) y el líder de la clasificación para menores de 25 años lleva la maglia blanca. 
En el Giro 100, no se usa la maglia roja, fue sustituida por la original maglia ciclamino.

### Otras clasificaciones
El Giro se caracteriza también por tener multitud de clasificaciones secundarias, la mayoría de ellas sin malla distintiva debido a la limitación de la UCI de que solo puede haber hasta 4 maillots de clasificaciones. Entre estas destacan las del Intergiro renombrado por Expo Milano 2015 (que tradicionalmente sí ha tenido maillot azul que lo identificaba) y la de por equipos. Otras han sido por ejemplo Trofeo Super Team, Traguardo Volante (metas volantes), Trofeo Fuga Cervelo (más kilómetros en fuga), Fair Play, Maglia Nera (último de la clasificación con el dorsal en negro), Azzurri d'Italia, Most Combative (combatividad).

## Catalogaciones de los puertos
- Véase también: Clasificación de la montaña del Giro de Italia

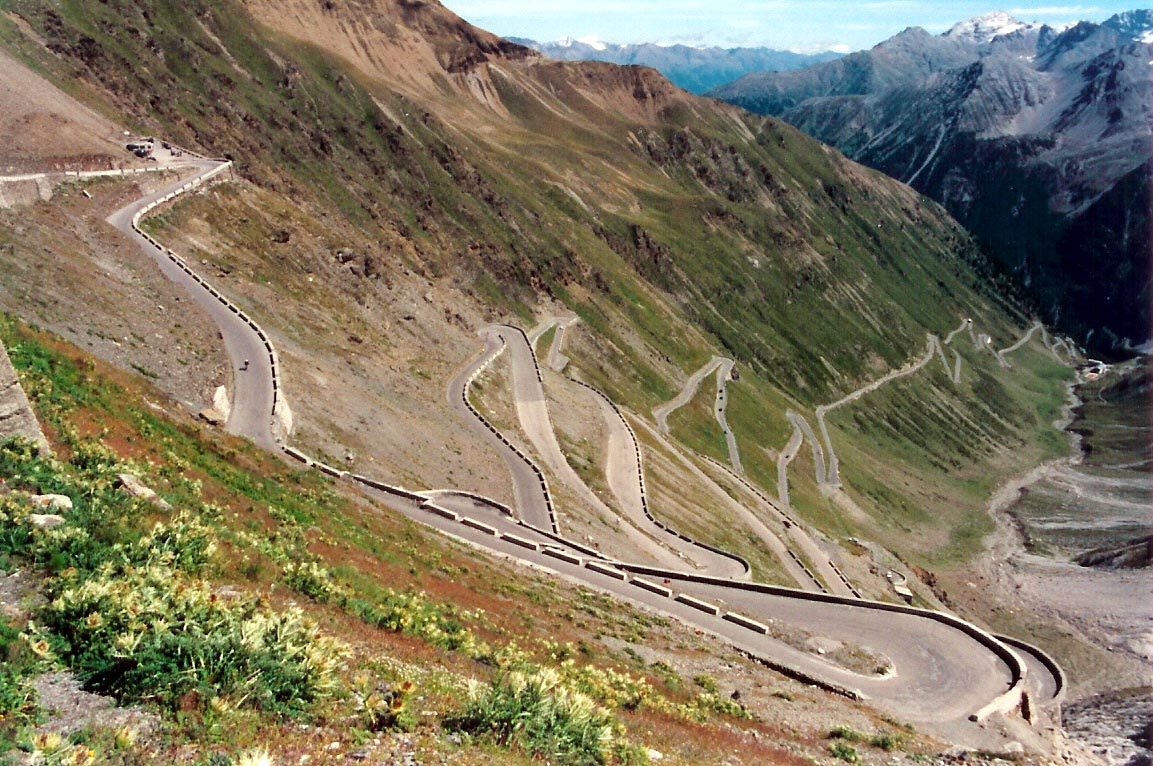
El Stelvio, uno de los puertos más duros subidos en el Giro y Cima Coppi en 9 ocasiones.

Al contrario que en el resto de las Grandes Vueltas e incluso de muchas vueltas por etapas, en el Giro no ha existido la catalogación habitual de los puertos (de mayor a menor dificultad: Especial, 1.ª, 2.ª, 3.ª y 4.ª) sino por colores (azul -puerto más alto-; verde -puerto final de etapa-; y el resto de mayor a menor dificultad: rojo, amarillo y gris) por lo que a veces ha habido cierta confusión respecto a la dificultad real de los puertos. Por ello a partir del 2011 se introdujo la catalogación por números aunque sin categoría Especial, con lo que la mayoría de puertos están numerados una categoría por debajo de lo que estarían en otras carreras que utilizan este tipo de catalogación.
En cada edición, el puerto de más altitud que deban afrontar los ciclistas se le denomina Cima Coppi y otorga más puntos que los puertos de 1.ª categoría.

## Directores generales
Desde sus inicios hasta la actualidad, el Giro de Italia ha tenido seis directores generales:
- 1909-1948: Armando Cougnet
- 1949-1992: Vincenzo Torriani
- 1993-2003: Carmine Castellano
- 2004-2011: Angelo Zomegnan
- 2011-2013: Michele Acquarone
- 2014- : Mauro Vegni

## Palmarés
| Año                                                           | Ganador             | Segundo                  | Tercero                  |
| ------------------------------------------------------------- | ------------------- | ------------------------ | ------------------------ |
| 1909                                                          | Luigi Ganna         | Carlo Galetti            | Giovanni Rossignoli      |
| 1910                                                          | Carlo Galetti       | Eberardo Pavesi          | Luigi Ganna              |
| 1911                                                          | Carlo Galetti       | Giovanni Rossignoli      | Giovanni Gerbi           |
| 1912                                                          | Atala-Dunlop        | Peugeot-Wolber           | Gerbi                    |
| 1913                                                          | Carlo Oriani        | Eberardo Pavesi          | Giuseppe Azzini          |
| 1914                                                          | Alfonso Calzolari   | Pierino Albini           | Luigi Lucotti            |
| 1915-1918 ediciones suspendidas por la Primera Guerra Mundial |                     |                          |                          |
| 1919                                                          | Costante Girardengo | Gaetano Belloni          | Marcel Buysse            |
| 1920                                                          | Gaetano Belloni     | Angelo Gremo             | Jean Alavoine            |
| 1921                                                          | Giovanni Brunero    | Gaetano Belloni          | Bartolomeo Aymo          |
| 1922                                                          | Giovanni Brunero    | Bartolomeo Aymo          | Giuseppe Enrici          |
| 1923                                                          | Costante Girardengo | Giovanni Brunero         | Bartolomeo Aymo          |
| 1924                                                          | Giuseppe Enrici     | Federico Gay             | Angiolo Gabrielli        |
| 1925                                                          | Alfredo Binda       | Costante Girardengo      | Giovanni Brunero         |
| 1926                                                          | Giovanni Brunero    | Alfredo Binda            | Arturo Bresciani         |
| 1927                                                          | Alfredo Binda       | Giovanni Brunero         | Antonio Negrini          |
| 1928                                                          | Alfredo Binda       | Giuseppe Pancera         | Bartolomeo Aymo          |
| 1929                                                          | Alfredo Binda       | Domenico Piemontesi      | Leonida Frascarelli      |
| 1930                                                          | Luigi Marchisio     | Luigi Giacobbe           | Allegro Grandi           |
| 1931                                                          | Francesco Camusso   | Luigi Giacobbe           | Luigi Marchisio          |
| 1932                                                          | Antonio Pesenti     | Jef Demuysere            | Remo Bertoni             |
| 1933                                                          | Alfredo Binda       | Jef Demuysere            | Domenico Piemontesi      |
| 1934                                                          | Learco Guerra       | Francesco Camusso        | Giovanni Cazzulani       |
| 1935                                                          | Vasco Bergamaschi   | Giuseppe Martano         | Giuseppe Olmo            |
| 1936                                                          | Gino Bartali        | Giuseppe Olmo            | Severino Canavesi        |
| 1937                                                          | Gino Bartali        | Giovanni Valetti         | Enrico Mollo             |
| 1938                                                          | Giovanni Valetti    | Ezio Cecchi              | Severino Canavesi        |
| 1939                                                          | Giovanni Valetti    | Gino Bartali             | Mario Vicini             |
| 1940                                                          | Fausto Coppi        | Enrico Mollo             | Giordano Cottur          |
| 1941-1945 ediciones suspendidas por la Segunda Guerra Mundial |                     |                          |                          |
| 1946                                                          | Gino Bartali        | Fausto Coppi             | Vito Ortelli             |
| 1947                                                          | Fausto Coppi        | Gino Bartali             | Giulio Bresci            |
| 1948                                                          | Fiorenzo Magni      | Ezio Cecchi              | Giordano Cottur          |
| 1949                                                          | Fausto Coppi        | Gino Bartali             | Giordano Cottur          |
| 1950                                                          | Hugo Koblet         | Gino Bartali             | Alfredo Martini          |
| 1951                                                          | Fiorenzo Magni      | Rik Van Steenbergen      | Ferdinand Kübler         |
| 1952                                                          | Fausto Coppi        | Fiorenzo Magni           | Ferdinand Kübler         |
| 1953                                                          | Fausto Coppi        | Hugo Koblet              | Pasquale Fornara         |
| 1954                                                          | Carlo Clerici       | Hugo Koblet              | Nino Assirelli           |
| 1955                                                          | Fiorenzo Magni      | Fausto Coppi             | Gastone Nencini          |
| 1956                                                          | Charly Gaul         | Fiorenzo Magni           | Agostino Coletto         |
| 1957                                                          | Gastone Nencini     | Louison Bobet            | Ercole Baldini           |
| 1958                                                          | Ercole Baldini      | Jean Brankart            | Charly Gaul              |
| 1959                                                          | Charly Gaul         | Jacques Anquetil         | Diego Ronchini           |
| 1960                                                          | Jacques Anquetil    | Gastone Nencini          | Charly Gaul              |
| 1961                                                          | Arnaldo Pambianco   | Jacques Anquetil         | Antonio Suárez           |
| 1962                                                          | Franco Balmamion    | Imerio Massignan         | Nino Defilippis          |
| 1963                                                          | Franco Balmamion    | Vittorio Adorni          | Giorgio Zancanaro        |
| 1964                                                          | Jacques Anquetil    | Italo Zilioli            | Guido De Rosso           |
| 1965                                                          | Vittorio Adorni     | Italo Zilioli            | Felice Gimondi           |
| 1966                                                          | Gianni Motta        | Italo Zilioli            | Jacques Anquetil         |
| 1967                                                          | Felice Gimondi      | Franco Balmamion         | Jacques Anquetil         |
| 1968                                                          | Eddy Merckx         | Vittorio Adorni          | Felice Gimondi           |
| 1969                                                          | Felice Gimondi      | Claudio Michelotto       | Italo Zilioli            |
| 1970                                                          | Eddy Merckx         | Felice Gimondi           | Martin Van Den Bossche   |
| 1971                                                          | Gösta Pettersson    | Herman Van Springel      | Ugo Colombo              |
| 1972                                                          | Eddy Merckx         | José Manuel Fuente       | Francisco Galdós         |
| 1973                                                          | Eddy Merckx         | Felice Gimondi           | Giovanni Battaglin       |
| 1974                                                          | Eddy Merckx         | Gianbattista Baronchelli | Felice Gimondi           |
| 1975                                                          | Fausto Bertoglio    | Francisco Galdós         | Felice Gimondi           |
| 1976                                                          | Felice Gimondi      | Johan de Muynck          | Fausto Bertoglio         |
| 1977                                                          | Michel Pollentier   | Francesco Moser          | Gianbattista Baronchelli |
| 1978                                                          | Johan de Muynck     | Gianbattista Baronchelli | Francesco Moser          |
| 1979                                                          | Giuseppe Saronni    | Francesco Moser          | Bernt Johansson          |
| 1980                                                          | Bernard Hinault     | Wladimiro Panizza        | Giovanni Battaglin       |
| 1981                                                          | Giovanni Battaglin  | Tommy Prim               | Giuseppe Saronni         |
| 1982                                                          | Bernard Hinault     | Tommy Prim               | Silvano Contini          |
| 1983                                                          | Giuseppe Saronni    | Roberto Visentini        | Alberto Fernández Blanco |
| 1984                                                          | Francesco Moser     | Laurent Fignon           | Moreno Argentin          |
| 1985                                                          | Bernard Hinault     | Francesco Moser          | Greg LeMond              |
| 1986                                                          | Roberto Visentini   | Giuseppe Saronni         | Francesco Moser          |
| 1987                                                          | Stephen Roche       | Robert Millar            | Erik Breukink            |
| 1988                                                          | Andrew Hampsten     | Erik Breukink            | Urs Zimmermann           |
| 1989                                                          | Laurent Fignon      | Flavio Giupponi          | Andrew Hampsten          |
| 1990                                                          | Gianni Bugno        | Charly Mottet            | Marco Giovannetti        |
| 1991                                                          | Franco Chioccioli   | Claudio Chiappucci       | Massimiliano Lelli       |
| 1992                                                          | Miguel Induráin     | Claudio Chiappucci       | Franco Chioccioli        |
| 1993                                                          | Miguel Induráin     | Piotr Ugriúmov           | Claudio Chiappucci       |
| 1994                                                          | Yevgueni Berzin     | Marco Pantani            | Miguel Induráin          |
| 1995                                                          | Tony Rominger       | Yevgueni Berzin          | Piotr Ugriúmov           |
| 1996                                                          | Pável Tonkov        | Enrico Zaina             | Abraham Olano            |
| 1997                                                          | Ivan Gotti          | Pável Tonkov             | Giuseppe Guerini         |
| 1998                                                          | Marco Pantani       | Pável Tonkov             | Giuseppe Guerini         |
| 1999                                                          | Ivan Gotti          | Paolo Savoldelli         | Gilberto Simoni          |
| 2000                                                          | Stefano Garzelli    | Francesco Casagrande     | Gilberto Simoni          |
| 2001                                                          | Gilberto Simoni     | Abraham Olano            | Unai Osa                 |
| 2002                                                          | Paolo Savoldelli    | Tyler Hamilton           | Pietro Caucchioli        |
| 2003                                                          | Gilberto Simoni     | Stefano Garzelli         | Yaroslav Popovych        |
| 2004                                                          | Damiano Cunego      | Serhi Honchar            | Gilberto Simoni          |
| 2005                                                          | Paolo Savoldelli    | Gilberto Simoni          | José Rujano              |
| 2006                                                          | Ivan Basso          | José Enrique Gutiérrez   | Gilberto Simoni          |
| 2007                                                          | Danilo Di Luca      | Andy Schleck             | Eddy Mazzoleni           |
| 2008                                                          | Alberto Contador    | Riccardo Riccò           | Marzio Bruseghin         |
| 2009                                                          | Denís Menshov       | Carlos Sastre            | Ivan Basso               |
| 2010                                                          | Ivan Basso          | David Arroyo             | Vincenzo Nibali          |
| 2011                                                          | Michele Scarponi    | Vincenzo Nibali          | John Gadret              |
| 2012                                                          | Ryder Hesjedal      | Joaquim Rodríguez        | Thomas de Gendt          |
| 2013                                                          | Vincenzo Nibali     | Rigoberto Urán           | Cadel Evans              |
| 2014                                                          | Nairo Quintana      | Rigoberto Urán           | Fabio Aru                |
| 2015                                                          | Alberto Contador    | Fabio Aru                | Mikel Landa              |
| 2016                                                          | Vincenzo Nibali     | Esteban Chaves           | Alejandro Valverde       |
| 2017                                                          | Tom Dumoulin        | Nairo Quintana           | Vincenzo Nibali          |
| 2018                                                          | Chris Froome        | Tom Dumoulin             | Miguel Ángel López       |
| 2019                                                          | Richard Carapaz     | Vincenzo Nibali          | Primož Roglič            |
| 2020                                                          | Tao Geoghegan Hart  | Jai Hindley              | Wilco Kelderman          |
| 2021                                                          | Egan Bernal         | Damiano Caruso           | Simon Yates              |
| 2022                                                          | Jai Hindley         | Richard Carapaz          | Mikel Landa              |
| 2023                                                          | Primož Roglič       | Geraint Thomas           | João Almeida             |
| 2024                                                          | Tadej Pogačar       | Daniel Felipe Martínez   | Geraint Thomas           |
| 2025                                                          | Simon Yates         | Isaac Del Toro           | Richard Carapaz          |

Notas:

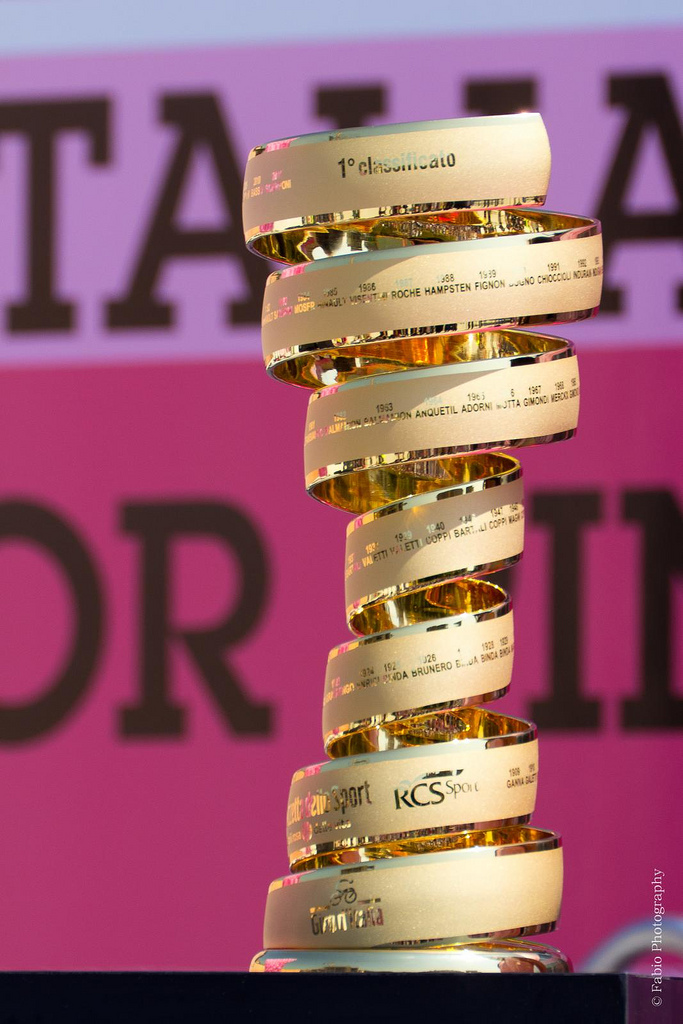
Trofeo Senza Fine, entregado al ganador desde 1999.

- El Giro de Italia de 1912 se disputó por equipos. El equipo Atala estaba formado por Carlo Galetti, Giovanni Michelotto, Eberardo Pavesi y Luigi Ganna.
- En el Giro de Italia de 2009 los corredores Danilo Di Luca y Franco Pellizotti fueron inicialmente el segundo y el tercer clasificado respectivamente, pero tras sus sanciones por dopaje[8][9] estas posiciones se otorgaron al cuarto y quinto clasificado.
- En el Giro de Italia de 2011 el corredor Alberto Contador fue inicialmente el ganador, pero tras ser anulados sus resultados por un caso de dopaje (ver Caso Contador) se dio como ganador a Michele Scarponi, que había quedado segundo.

Otras clasificaciones y datos estadísticos
- Para los ganadores de las clasificaciones secundarias, véase Ganadores de las clasificaciones del Giro de Italia
- Para los datos estadísticos, véase Datos estadísticos del Giro de Italia

## Palmarés por países
| País           | Victorias | 2.º lugar | 3.º lugar | Total | Último vencedor          |
| -------------- | --------- | --------- | --------- | ----- | ------------------------ |
| Italia         | 69 (44)   | 66        | 72        | 207   | Vincenzo Nibali en 2016  |
| Bélgica        | 7 (3)     | 6         | 3         | 16    | Johan De Muynck en 1978  |
| Francia        | 6 (3)     | 6         | 4         | 16    | Laurent Fignon en 1989   |
| España         | 4 (2)     | 7         | 9         | 20    | Alberto Contador en 2015 |
| Rusia          | 3 (3)     | 3         | -         | 6     | Denís Menshov en 2009    |
| Suiza          | 3 (3)     | 2         | 3         | 8     | Tony Rominger en 1995    |
| Reino Unido    | 3 (3)     | 2         | 2         | 7     | Simon Yates en 2025      |
| Colombia       | 2 (2)     | 5         | 1         | 8     | Egan Bernal en 2021      |
| Luxemburgo     | 2 (1)     | 1         | 2         | 5     | Charly Gaul en 1959      |
| Eslovenia      | 2 (2)     | -         | 1         | 3     | Tadej Pogačar en 2024    |
| Países Bajos   | 1         | 2         | 2         | 5     | Tom Dumoulin en 2017     |
| Suecia         | 1         | 2         | 1         | 4     | Gösta Pettersson en 1971 |
| Estados Unidos | 1         | 1         | 2         | 4     | Andrew Hampsten en 1988  |
| Australia      | 1         | 1         | 1         | 3     | Jai Hindley en 2022      |
| Ecuador        | 1         | 1         | 1         | 3     | Richard Carapaz en 2019  |
| Irlanda        | 1         | -         | -         | 1     | Stephen Roche en 1987    |
| Canadá         | 1         | -         | -         | 1     | Ryder Hesjedal en 2012   |
| Letonia        | -         | 1         | 1         | 2     | -                        |
| Ucrania        | -         | 1         | 1         | 2     | -                        |
| México         | -         | 1         | -         | 1     | -                        |
| Venezuela      | -         | -         | 1         | 1     | -                        |
| Portugal       | -         | -         | 1         | 1     | -                        |

- Entre paréntesis el número de ciclistas diferentes que han conseguido victorias para cada país.
- El Giro de Italia de 1912 se disputó por equipos y lo ganó un equipo italiano. Se cuenta en el total: primero Atala (Italia), segundo Peugeot (Francia) y tercero Gerbi (Italia).

## Estadísticas

### Más victorias generales
| Ciclista            | Victorias | Años                         |
| ------------------- | --------- | ---------------------------- |
| Alfredo Binda       | 5         | 1925, 1927, 1928, 1929, 1933 |
| Fausto Coppi        | 5         | 1940, 1947, 1949, 1952, 1953 |
| Eddy Merckx         | 5         | 1968, 1970, 1972, 1973, 1974 |
| Carlo Galetti       | 3         | 1910, 1911, 1912             |
| Giovanni Brunero    | 3         | 1921, 1922, 1926             |
| Gino Bartali        | 3         | 1936, 1937, 1946             |
| Fiorenzo Magni      | 3         | 1948, 1951, 1955             |
| Felice Gimondi      | 3         | 1967, 1969, 1976             |
| Bernard Hinault     | 3         | 1980, 1982, 1985             |
| Costante Girardengo | 2         | 1919, 1923                   |
| Giovanni Valetti    | 2         | 1938, 1939                   |
| Charly Gaul         | 2         | 1956, 1959                   |
| Jacques Anquetil    | 2         | 1960, 1964                   |
| Franco Balmamion    | 2         | 1962, 1963                   |
| Giuseppe Saronni    | 2         | 1979, 1983                   |
| Miguel Induráin     | 2         | 1992, 1993                   |
| Ivan Gotti          | 2         | 1997, 1999                   |
| Gilberto Simoni     | 2         | 2001, 2003                   |
| Paolo Savoldelli    | 2         | 2002, 2005                   |
| Ivan Basso          | 2         | 2006, 2010                   |
| Alberto Contador    | 2         | 2008, 2015                   |
| Vincenzo Nibali     | 2         | 2013, 2016                   |

### Victorias consecutivas
- Tres victorias seguidas:
  -  Carlo Galetti (1910, 1911, 1912)
  -  Alfredo Binda (1927, 1928, 1929)
  -  Eddy Merckx (1972, 1973, 1974)

- Dos victorias seguidas:
  -  Giovanni Brunero (1921, 1922)
  -  Gino Bartali (1936, 1937)
  -  Giovanni Valetti (1938, 1939)
  -  Fausto Coppi (1952, 1953)
  -  Franco Balmamion (1962, 1963)
  -  Miguel Induráin (1992, 1993)

### Más podios
| Ciclista         | 1.º | 2.º | 3.º | Total |
| ---------------- | --- | --- | --- | ----- |
| Felice Gimondi   | 3   | 2   | 4   | 9     |
| Fausto Coppi     | 5   | 2   | -   | 7     |
| Gino Bartali     | 3   | 4   | -   | 7     |
| Gilberto Simoni  | 2   | 1   | 4   | 7     |
| Alfredo Binda    | 5   | 1   | -   | 6     |
| Giovanni Brunero | 3   | 2   | 1   | 6     |
| Jacques Anquetil | 2   | 2   | 2   | 6     |
| Vincenzo Nibali  | 2   | 2   | 2   | 6     |
| Francesco Moser  | 1   | 3   | 2   | 6     |
| Eddy Merckx      | 5   | -   | -   | 5     |
| Fiorenzo Magni   | 3   | 2   | -   | 5     |

| Ciclista            | 1.º | 2.º | 3.º | Total |
| ------------------- | --- | --- | --- | ----- |
| Giuseppe Saronni    | 2   | 1   | 1   | 4     |
| Charly Gaul         | 2   | -   | 2   | 4     |
| Italo Zilioli       | -   | 3   | 1   | 4     |
| Bartolomeo Aimo     | -   | 1   | 3   | 4     |
| Bernard Hinault     | 3   | -   | -   | 3     |
| Carlo Galetti       | 2   | 1   | -   | 3     |
| Costante Girardengo | 2   | 1   | -   | 3     |
| Franco Balmamion    | 2   | 1   | -   | 3     |
| Giovanni Valetti    | 2   | 1   | -   | 3     |
| Paolo Savoldelli    | 2   | 1   | -   | 3     |
| Miguel Induráin     | 2   | -   | 1   | 3     |

| Ciclista                 | 1.º | 2.º | 3.º | Total |
| ------------------------ | --- | --- | --- | ----- |
| Ivan Basso               | 2   | -   | 1   | 3     |
| Gaetano Belloni          | 1   | 2   | -   | 3     |
| Hugo Koblet              | 1   | 2   | -   | 3     |
| Vittorio Adorni          | 1   | 2   | -   | 3     |
| Pavel Tonkov             | 1   | 2   | -   | 3     |
| Gastone Nencini          | 1   | 1   | 1   | 3     |
| Richard Carapaz          | 1   | 1   | 1   | 3     |
| Giovanni Battaglin       | 1   | -   | 2   | 3     |
| Gianbattista Baronchelli | -   | 2   | 1   | 3     |
| Claudio Chiappucci       | -   | 2   | 1   | 3     |
| Giordano Cottur          | -   | -   | 3   | 3     |

- Nota: Incluidos sólo los que consiguieron subirse al pódium en 3 ocasiones o más.

### Más participaciones
| # | Ciclista           | País   | Participaciones | Ediciones                              |
| - | ------------------ | ------ | --------------- | -------------------------------------- |
| 1 | Wladimiro Panizza  | Italia | 18              | 1967 y 1969-1985                       |
|   | Domenico Pozzovivo | Italia | 18              | 2005, 2007-2008 y 2010-2024            |
| 3 | Pierino Gavazzi    | Italia | 17              | 1973-1988 y 1990                       |
| 4 | Roberto Conti      | Italia | 16              | 1987-1998 y 2000-2003                  |
|   | Franco Bitossi     | Italia | 16              | 1963-1978                              |
|   | Aldo Moser         | Italia | 16              | 1955-1962, 1964-1965, 1967 y 1969-1973 |
|   | Andrea Noé         | Italia | 16              | 1994-2008 y 2011                       |
| 8 | Gilberto Simoni    | Italia | 15              | 1995 y 1997-2010                       |
|   | Roberto Poggiali   | Italia | 15              | 1963-1974 y 1976-1978                  |

### Victorias de etapa
- Actualizado a 2025

| Ciclista            | Etapas |
| ------------------- | ------ |
| Mario Cipollini     | 42     |
| Alfredo Binda       | 41     |
| Learco Guerra       | 31     |
| Costante Girardengo | 30     |
| Eddy Merckx         | 25     |
| Giuseppe Saronni    | 24     |
| Francesco Moser     | 23     |
| Fausto Coppi        | 22     |
| Alessandro Petacchi | 27 22  |
| Roger De Vlaeminck  | 22     |

| Ciclista            | Etapas |
| ------------------- | ------ |
| Franco Bitossi      | 21     |
| Giuseppe Olmo       | 20     |
| Miguel Poblet       | 20     |
| Gino Bartali        | 17     |
| Adolfo Leoni        | 17     |
| Mark Cavendish      | 17     |
| Raffaele Di Paco    | 16     |
| Guido Bontempi      | 16     |
| Rik Van Steenbergen | 15     |
| Marino Basso        | 15     |

| Ciclista            | Etapas |
| ------------------- | ------ |
| Urs Freuler         | 15     |
| Gaetano Belloni     | 13     |
| Olimpio Bizzi       | 13     |
| Oreste Conte        | 13     |
| Patrick Sercu       | 13     |
| Moreno Argentin     | 13     |
| Rik Van Looy        | 12     |
| Robbie McEwen       | 12     |
| Domenico Piemontesi | 11     |
| Antonio Bevilacqua  | 11     |

| Ciclista           | Etapas |
| ------------------ | ------ |
| Charly Gaul        | 11     |
| Vittorio Adorni    | 11     |
| Michele Dancelli   | 11     |
| Paolo Rosola       | 11     |
| Nino Defilippis    | 9      |
| José Manuel Fuente | 9      |
| Rik Van Linden     | 9      |
| Gianni Bugno       | 9      |
| Stefano Garzelli   | 9      |

### Victorias de etapa por países
Relación de los ciclistas de 36 países que han logrado obtener una o más victorias de etapa.
- Actualizado a 2025

| País         | Etapas |
| ------------ | ------ |
| Italia       | 1293   |
| Bélgica      | 167    |
| España       | 113    |
| Francia      | 76     |
| Suiza        | 57     |
| Alemania     | 43     |
| Australia    | 43     |
| Reino Unido  | 37     |
| Países Bajos | 37     |
| Colombia     | 34     |

| País            | Etapas |
| --------------- | ------ |
| Rusia           | 25     |
| Dinamarca       | 19     |
| Estados Unidos  | 15     |
| Eslovenia       | 15     |
| Noruega         | 12     |
| Luxemburgo      | 12     |
| Ucrania         | 11     |
| Suecia          | 10     |
| República Checa | 10     |
| Irlanda         | 9      |

| País        | Etapas |
| ----------- | ------ |
| Portugal    | 7      |
| Ecuador     | 7      |
| Polonia     | 5      |
| Venezuela   | 4      |
| Bielorrusia | 4      |
| México      | 4      |
| Lituania    | 3      |
| Letonia     | 2      |
| Argentina   | 2      |
| Eslovaquia  | 2      |

| País       | Etapas |
| ---------- | ------ |
| Sudáfrica  | 1      |
| Uzbekistán | 1      |
| Costa Rica | 1      |
| Estonia    | 1      |
| Austria    | 1      |
| Eritrea    | 1      |

Nota: No se toman en cuenta las etapas de Contrarreloj por Equipos ni etapas Anuladas.

### Victorias de etapa por países y ediciones
- Actualizado a 2025

| Victorias de etapas por países y ediciones | Victorias de etapas por países y ediciones | Victorias de etapas por países y ediciones | Victorias de etapas por países y ediciones | Victorias de etapas por países y ediciones | Victorias de etapas por países y ediciones | Victorias de etapas por países y ediciones | Victorias de etapas por países y ediciones | Victorias de etapas por países y ediciones | Victorias de etapas por países y ediciones | Victorias de etapas por países y ediciones | Victorias de etapas por países y ediciones | Victorias de etapas por países y ediciones | Victorias de etapas por países y ediciones | Victorias de etapas por países y ediciones | Victorias de etapas por países y ediciones | Victorias de etapas por países y ediciones | Victorias de etapas por países y ediciones | Victorias de etapas por países y ediciones | Victorias de etapas por países y ediciones | Victorias de etapas por países y ediciones | Victorias de etapas por países y ediciones | Victorias de etapas por países y ediciones | Victorias de etapas por países y ediciones | Victorias de etapas por países y ediciones | Victorias de etapas por países y ediciones | Victorias de etapas por países y ediciones | Victorias de etapas por países y ediciones | Victorias de etapas por países y ediciones | Victorias de etapas por países y ediciones | Victorias de etapas por países y ediciones | Victorias de etapas por países y ediciones | Victorias de etapas por países y ediciones | Victorias de etapas por países y ediciones | Victorias de etapas por países y ediciones | Victorias de etapas por países y ediciones | Victorias de etapas por países y ediciones |
| ------------------------------------------ | ------------------------------------------ | ------------------------------------------ | ------------------------------------------ | ------------------------------------------ | ------------------------------------------ | ------------------------------------------ | ------------------------------------------ | ------------------------------------------ | ------------------------------------------ | ------------------------------------------ | ------------------------------------------ | ------------------------------------------ | ------------------------------------------ | ------------------------------------------ | ------------------------------------------ | ------------------------------------------ | ------------------------------------------ | ------------------------------------------ | ------------------------------------------ | ------------------------------------------ | ------------------------------------------ | ------------------------------------------ | ------------------------------------------ | ------------------------------------------ | ------------------------------------------ | ------------------------------------------ | ------------------------------------------ | ------------------------------------------ | ------------------------------------------ | ------------------------------------------ | ------------------------------------------ | ------------------------------------------ | ------------------------------------------ | ------------------------------------------ | ------------------------------------------ | ------------------------------------------ |
| Año                                        | Bandera de Italia                          | Bandera de Bélgica                         | Bandera de España                          | Bandera de Francia                         | Bandera de Suiza                           | Bandera de Alemania                        | Bandera de Australia                       | Bandera del Reino Unido                    | Bandera de los Países Bajos                | Bandera de Colombia                        | Bandera de Rusia                           | Bandera de Dinamarca                       | Bandera de Estados Unidos                  | Bandera de Eslovenia                       | Bandera de Noruega                         | Bandera de Luxemburgo                      | Bandera de Ucrania                         | Bandera de Suecia                          | Bandera de República Checa                 | Bandera de Irlanda                         | Bandera de Portugal                        | Bandera de Ecuador                         | Bandera de Polonia                         | Bandera de Venezuela                       | Bandera de Bielorrusia                     | Bandera de México                          | Bandera de Lituania                        | Bandera de Letonia                         | Bandera de Argentina                       | Bandera de Eslovaquia                      | Bandera de Sudáfrica                       | Bandera de Uzbekistán                      | Bandera de Costa Rica                      | Bandera de Estonia                         | Bandera de Austria                         | Bandera de Eritrea                         |
| 1909                                       | 8                                          | -                                          | -                                          | -                                          | -                                          | -                                          | -                                          | -                                          | -                                          | -                                          | -                                          | -                                          | -                                          | -                                          | -                                          | -                                          | -                                          | -                                          | -                                          | -                                          | -                                          | -                                          | -                                          | -                                          | -                                          | -                                          | -                                          | -                                          | -                                          | -                                          | -                                          | -                                          | -                                          | -                                          | -                                          | -                                          |
| 1910                                       | 9                                          | -                                          | -                                          | 1                                          | -                                          | -                                          | -                                          | -                                          | -                                          | -                                          | -                                          | -                                          | -                                          | -                                          | -                                          | -                                          | -                                          | -                                          | -                                          | -                                          | -                                          | -                                          | -                                          | -                                          | -                                          | -                                          | -                                          | -                                          | -                                          | -                                          | -                                          | -                                          | -                                          | -                                          | -                                          | -                                          |
| 1911                                       | 11                                         | -                                          | -                                          | 1                                          | -                                          | -                                          | -                                          | -                                          | -                                          | -                                          | -                                          | -                                          | -                                          | -                                          | -                                          | -                                          | -                                          | -                                          | -                                          | -                                          | -                                          | -                                          | -                                          | -                                          | -                                          | -                                          | -                                          | -                                          | -                                          | -                                          | -                                          | -                                          | -                                          | -                                          | -                                          | -                                          |
| 1912                                       | 8                                          | -                                          | -                                          | -                                          | -                                          | -                                          | -                                          | -                                          | -                                          | -                                          | -                                          | -                                          | -                                          | -                                          | -                                          | -                                          | -                                          | -                                          | -                                          | -                                          | -                                          | -                                          | -                                          | -                                          | -                                          | -                                          | -                                          | -                                          | -                                          | -                                          | -                                          | -                                          | -                                          | -                                          | -                                          | -                                          |
| 1913                                       | 9                                          | -                                          | -                                          | -                                          | -                                          | -                                          | -                                          | -                                          | -                                          | -                                          | -                                          | -                                          | -                                          | -                                          | -                                          | -                                          | -                                          | -                                          | -                                          | -                                          | -                                          | -                                          | -                                          | -                                          | -                                          | -                                          | -                                          | -                                          | -                                          | -                                          | -                                          | -                                          | -                                          | -                                          | -                                          | -                                          |
| 1914                                       | 8                                          | -                                          | -                                          | -                                          | -                                          | -                                          | -                                          | -                                          | -                                          | -                                          | -                                          | -                                          | -                                          | -                                          | -                                          | -                                          | -                                          | -                                          | -                                          | -                                          | -                                          | -                                          | -                                          | -                                          | -                                          | -                                          | -                                          | -                                          | -                                          | -                                          | -                                          | -                                          | -                                          | -                                          | -                                          | -                                          |
| 1919                                       | 9                                          | -                                          | -                                          | -                                          | 1                                          | -                                          | -                                          | -                                          | -                                          | -                                          | -                                          | -                                          | -                                          | -                                          | -                                          | -                                          | -                                          | -                                          | -                                          | -                                          | -                                          | -                                          | -                                          | -                                          | -                                          | -                                          | -                                          | -                                          | -                                          | -                                          | -                                          | -                                          | -                                          | -                                          | -                                          | -                                          |
| 1920                                       | 6                                          | -                                          | -                                          | 2                                          | -                                          | -                                          | -                                          | -                                          | -                                          | -                                          | -                                          | -                                          | -                                          | -                                          | -                                          | -                                          | -                                          | -                                          | -                                          | -                                          | -                                          | -                                          | -                                          | -                                          | -                                          | -                                          | -                                          | -                                          | -                                          | -                                          | -                                          | -                                          | -                                          | -                                          | -                                          | -                                          |
| 1921                                       | 10                                         | -                                          | -                                          | -                                          | -                                          | -                                          | -                                          | -                                          | -                                          | -                                          | -                                          | -                                          | -                                          | -                                          | -                                          | -                                          | -                                          | -                                          | -                                          | -                                          | -                                          | -                                          | -                                          | -                                          | -                                          | -                                          | -                                          | -                                          | -                                          | -                                          | -                                          | -                                          | -                                          | -                                          | -                                          | -                                          |
| 1922                                       | 10                                         | -                                          | -                                          | -                                          | -                                          | -                                          | -                                          | -                                          | -                                          | -                                          | -                                          | -                                          | -                                          | -                                          | -                                          | -                                          | -                                          | -                                          | -                                          | -                                          | -                                          | -                                          | -                                          | -                                          | -                                          | -                                          | -                                          | -                                          | -                                          | -                                          | -                                          | -                                          | -                                          | -                                          | -                                          | -                                          |
| 1923                                       | 10                                         | -                                          | -                                          | -                                          | -                                          | -                                          | -                                          | -                                          | -                                          | -                                          | -                                          | -                                          | -                                          | -                                          | -                                          | -                                          | -                                          | -                                          | -                                          | -                                          | -                                          | -                                          | -                                          | -                                          | -                                          | -                                          | -                                          | -                                          | -                                          | -                                          | -                                          | -                                          | -                                          | -                                          | -                                          | -                                          |
| 1924                                       | 12                                         | -                                          | -                                          | -                                          | -                                          | -                                          | -                                          | -                                          | -                                          | -                                          | -                                          | -                                          | -                                          | -                                          | -                                          | -                                          | -                                          | -                                          | -                                          | -                                          | -                                          | -                                          | -                                          | -                                          | -                                          | -                                          | -                                          | -                                          | -                                          | -                                          | -                                          | -                                          | -                                          | -                                          | -                                          | -                                          |
| 1925                                       | 12                                         | -                                          | -                                          | -                                          | -                                          | -                                          | -                                          | -                                          | -                                          | -                                          | -                                          | -                                          | -                                          | -                                          | -                                          | -                                          | -                                          | -                                          | -                                          | -                                          | -                                          | -                                          | -                                          | -                                          | -                                          | -                                          | -                                          | -                                          | -                                          | -                                          | -                                          | -                                          | -                                          | -                                          | -                                          | -                                          |
| 1926                                       | 12                                         | -                                          | -                                          | -                                          | -                                          | -                                          | -                                          | -                                          | -                                          | -                                          | -                                          | -                                          | -                                          | -                                          | -                                          | -                                          | -                                          | -                                          | -                                          | -                                          | -                                          | -                                          | -                                          | -                                          | -                                          | -                                          | -                                          | -                                          | -                                          | -                                          | -                                          | -                                          | -                                          | -                                          | -                                          | -                                          |
| 1927                                       | 15                                         | -                                          | -                                          | -                                          | -                                          | -                                          | -                                          | -                                          | -                                          | -                                          | -                                          | -                                          | -                                          | -                                          | -                                          | -                                          | -                                          | -                                          | -                                          | -                                          | -                                          | -                                          | -                                          | -                                          | -                                          | -                                          | -                                          | -                                          | -                                          | -                                          | -                                          | -                                          | -                                          | -                                          | -                                          | -                                          |
| 1928                                       | 12                                         | -                                          | -                                          | -                                          | -                                          | -                                          | -                                          | -                                          | -                                          | -                                          | -                                          | -                                          | -                                          | -                                          | -                                          | -                                          | -                                          | -                                          | -                                          | -                                          | -                                          | -                                          | -                                          | -                                          | -                                          | -                                          | -                                          | -                                          | -                                          | -                                          | -                                          | -                                          | -                                          | -                                          | -                                          | -                                          |
| 1929                                       | 14                                         | -                                          | -                                          | -                                          | -                                          | -                                          | -                                          | -                                          | -                                          | -                                          | -                                          | -                                          | -                                          | -                                          | -                                          | -                                          | -                                          | -                                          | -                                          | -                                          | -                                          | -                                          | -                                          | -                                          | -                                          | -                                          | -                                          | -                                          | -                                          | -                                          | -                                          | -                                          | -                                          | -                                          | -                                          | -                                          |
| 1930                                       | 15                                         | -                                          | -                                          | -                                          | -                                          | -                                          | -                                          | -                                          | -                                          | -                                          | -                                          | -                                          | -                                          | -                                          | -                                          | -                                          | -                                          | -                                          | -                                          | -                                          | -                                          | -                                          | -                                          | -                                          | -                                          | -                                          | -                                          | -                                          | -                                          | -                                          | -                                          | -                                          | -                                          | -                                          | -                                          | -                                          |
| 1931                                       | 12                                         | -                                          | -                                          | -                                          | -                                          | -                                          | -                                          | -                                          | -                                          | -                                          | -                                          | -                                          | -                                          | -                                          | -                                          | -                                          | -                                          | -                                          | -                                          | -                                          | -                                          | -                                          | -                                          | -                                          | -                                          | -                                          | -                                          | -                                          | -                                          | -                                          | -                                          | -                                          | -                                          | -                                          | -                                          | -                                          |
| 1932                                       | 12                                         | -                                          | -                                          | -                                          | -                                          | 1                                          | -                                          | -                                          | -                                          | -                                          | -                                          | -                                          | -                                          | -                                          | -                                          | -                                          | -                                          | -                                          | -                                          | -                                          | -                                          | -                                          | -                                          | -                                          | -                                          | -                                          | -                                          | -                                          | -                                          | -                                          | -                                          | -                                          | -                                          | -                                          | -                                          | -                                          |
| 1933                                       | 14                                         | 2                                          | -                                          | 1                                          | -                                          | -                                          | -                                          | -                                          | -                                          | -                                          | -                                          | -                                          | -                                          | -                                          | -                                          | -                                          | -                                          | -                                          | -                                          | -                                          | -                                          | -                                          | -                                          | -                                          | -                                          | -                                          | -                                          | -                                          | -                                          | -                                          | -                                          | -                                          | -                                          | -                                          | -                                          | -                                          |
| 1934                                       | 16                                         | 1                                          | -                                          | -                                          | -                                          | -                                          | -                                          | -                                          | -                                          | -                                          | -                                          | -                                          | -                                          | -                                          | -                                          | -                                          | -                                          | -                                          | -                                          | -                                          | -                                          | -                                          | -                                          | -                                          | -                                          | -                                          | -                                          | -                                          | -                                          | -                                          | -                                          | -                                          | -                                          | -                                          | -                                          | -                                          |
| 1935                                       | 18                                         | -                                          | -                                          | 2                                          | -                                          | -                                          | -                                          | -                                          | -                                          | -                                          | -                                          | -                                          | -                                          | -                                          | -                                          | -                                          | -                                          | -                                          | -                                          | -                                          | -                                          | -                                          | -                                          | -                                          | -                                          | -                                          | -                                          | -                                          | -                                          | -                                          | -                                          | -                                          | -                                          | -                                          | -                                          | -                                          |
| 1936                                       | 21                                         | -                                          | -                                          | -                                          | -                                          | -                                          | -                                          | -                                          | -                                          | -                                          | -                                          | -                                          | -                                          | -                                          | -                                          | -                                          | -                                          | -                                          | -                                          | -                                          | -                                          | -                                          | -                                          | -                                          | -                                          | -                                          | -                                          | -                                          | -                                          | -                                          | -                                          | -                                          | -                                          | -                                          | -                                          | -                                          |
| 1937                                       | 22                                         | -                                          | -                                          | -                                          | -                                          | -                                          | -                                          | -                                          | -                                          | -                                          | -                                          | -                                          | -                                          | -                                          | -                                          | -                                          | -                                          | -                                          | -                                          | -                                          | -                                          | -                                          | -                                          | -                                          | -                                          | -                                          | -                                          | -                                          | -                                          | -                                          | -                                          | -                                          | -                                          | -                                          | -                                          | -                                          |
| 1938                                       | 20                                         | -                                          | -                                          | -                                          | 1                                          | -                                          | -                                          | -                                          | -                                          | -                                          | -                                          | -                                          | -                                          | -                                          | -                                          | -                                          | -                                          | -                                          | -                                          | -                                          | -                                          | -                                          | -                                          | -                                          | -                                          | -                                          | -                                          | -                                          | -                                          | -                                          | -                                          | -                                          | -                                          | -                                          | -                                          | -                                          |
| 1939                                       | 19                                         | -                                          | -                                          | -                                          | -                                          | -                                          | -                                          | -                                          | -                                          | -                                          | -                                          | -                                          | -                                          | -                                          | -                                          | -                                          | -                                          | -                                          | -                                          | -                                          | -                                          | -                                          | -                                          | -                                          | -                                          | -                                          | -                                          | -                                          | -                                          | -                                          | -                                          | -                                          | -                                          | -                                          | -                                          | -                                          |
| 1940                                       | 20                                         | -                                          | -                                          | -                                          | -                                          | -                                          | -                                          | -                                          | -                                          | -                                          | -                                          | -                                          | -                                          | -                                          | -                                          | -                                          | -                                          | -                                          | -                                          | -                                          | -                                          | -                                          | -                                          | -                                          | -                                          | -                                          | -                                          | -                                          | -                                          | -                                          | -                                          | -                                          | -                                          | -                                          | -                                          | -                                          |
| 1946                                       | 19                                         | -                                          | -                                          | -                                          | -                                          | -                                          | -                                          | -                                          | -                                          | -                                          | -                                          | -                                          | -                                          | -                                          | -                                          | -                                          | -                                          | -                                          | -                                          | -                                          | -                                          | -                                          | -                                          | -                                          | -                                          | -                                          | -                                          | -                                          | -                                          | -                                          | -                                          | -                                          | -                                          | -                                          | -                                          | -                                          |
| 1947                                       | 20                                         | -                                          | -                                          | -                                          | -                                          | -                                          | -                                          | -                                          | -                                          | -                                          | -                                          | -                                          | -                                          | -                                          | -                                          | -                                          | -                                          | -                                          | -                                          | -                                          | -                                          | -                                          | -                                          | -                                          | -                                          | -                                          | -                                          | -                                          | -                                          | -                                          | -                                          | -                                          | -                                          | -                                          | -                                          | -                                          |
| 1948                                       | 18                                         | 1                                          | -                                          | -                                          | -                                          | -                                          | -                                          | -                                          | -                                          | -                                          | -                                          | -                                          | -                                          | -                                          | -                                          | -                                          | -                                          | -                                          | -                                          | -                                          | -                                          | -                                          | -                                          | -                                          | -                                          | -                                          | -                                          | -                                          | -                                          | -                                          | -                                          | -                                          | -                                          | -                                          | -                                          | -                                          |
| 1949                                       | 19                                         | -                                          | -                                          | -                                          | -                                          | -                                          | -                                          | -                                          | -                                          | -                                          | -                                          | -                                          | -                                          | -                                          | -                                          | -                                          | -                                          | -                                          | -                                          | -                                          | -                                          | -                                          | -                                          | -                                          | -                                          | -                                          | -                                          | -                                          | -                                          | -                                          | -                                          | -                                          | -                                          | -                                          | -                                          | -                                          |
| 1950                                       | 15                                         | -                                          | -                                          | -                                          | 3                                          | -                                          | -                                          | -                                          | -                                          | -                                          | -                                          | -                                          | -                                          | -                                          | -                                          | -                                          | -                                          | -                                          | -                                          | -                                          | -                                          | -                                          | -                                          | -                                          | -                                          | -                                          | -                                          | -                                          | -                                          | -                                          | -                                          | -                                          | -                                          | -                                          | -                                          | -                                          |
| 1951                                       | 16                                         | 2                                          | -                                          | 1                                          | 1                                          | -                                          | -                                          | -                                          | -                                          | -                                          | -                                          | -                                          | -                                          | -                                          | -                                          | -                                          | -                                          | -                                          | -                                          | -                                          | -                                          | -                                          | -                                          | -                                          | -                                          | -                                          | -                                          | -                                          | -                                          | -                                          | -                                          | -                                          | -                                          | -                                          | -                                          | -                                          |
| 1952                                       | 15                                         | 4                                          | -                                          | -                                          | 1                                          | -                                          | -                                          | -                                          | -                                          | -                                          | -                                          | -                                          | -                                          | -                                          | -                                          | -                                          | -                                          | -                                          | -                                          | -                                          | -                                          | -                                          | -                                          | -                                          | -                                          | -                                          | -                                          | -                                          | -                                          | -                                          | -                                          | -                                          | -                                          | -                                          | -                                          | -                                          |
| 1953                                       | 17                                         | 1                                          | -                                          | -                                          | 1                                          | -                                          | -                                          | -                                          | 1                                          | -                                          | -                                          | -                                          | -                                          | -                                          | -                                          | -                                          | -                                          | -                                          | -                                          | -                                          | -                                          | -                                          | -                                          | -                                          | -                                          | -                                          | -                                          | -                                          | -                                          | -                                          | -                                          | -                                          | -                                          | -                                          | -                                          | -                                          |
| 1954                                       | 11                                         | 5                                          | -                                          | -                                          | 3                                          | -                                          | -                                          | -                                          | 2                                          | -                                          | -                                          | -                                          | -                                          | -                                          | -                                          | -                                          | -                                          | -                                          | -                                          | -                                          | -                                          | -                                          | -                                          | -                                          | -                                          | -                                          | -                                          | -                                          | -                                          | -                                          | -                                          | -                                          | -                                          | -                                          | -                                          | -                                          |
| 1955                                       | 17                                         | -                                          | 1                                          | 1                                          | 1                                          | -                                          | -                                          | -                                          | -                                          | -                                          | -                                          | -                                          | -                                          | -                                          | -                                          | -                                          | -                                          | -                                          | -                                          | -                                          | -                                          | -                                          | -                                          | -                                          | -                                          | -                                          | -                                          | -                                          | -                                          | -                                          | -                                          | -                                          | -                                          | -                                          | -                                          | -                                          |
| 1956                                       | 12                                         | -                                          | 4                                          | -                                          | -                                          | -                                          | -                                          | -                                          | 2                                          | -                                          | -                                          | -                                          | -                                          | -                                          | -                                          | 3                                          | -                                          | -                                          | -                                          | -                                          | -                                          | -                                          | -                                          | -                                          | -                                          | -                                          | -                                          | -                                          | -                                          | -                                          | -                                          | -                                          | -                                          | -                                          | -                                          | -                                          |
| 1957                                       | 7                                          | 6                                          | 4                                          | 2                                          | -                                          | -                                          | -                                          | -                                          | 1                                          | -                                          | -                                          | -                                          | -                                          | -                                          | -                                          | 2                                          | -                                          | -                                          | -                                          | -                                          | -                                          | -                                          | -                                          | -                                          | -                                          | -                                          | -                                          | -                                          | -                                          | -                                          | -                                          | -                                          | -                                          | -                                          | -                                          | -                                          |
| 1958                                       | 13                                         | 1                                          | 5                                          | -                                          | -                                          | -                                          | -                                          | -                                          | -                                          | -                                          | -                                          | -                                          | -                                          | -                                          | -                                          | 1                                          | -                                          | -                                          | -                                          | -                                          | -                                          | -                                          | -                                          | -                                          | -                                          | -                                          | -                                          | -                                          | -                                          | -                                          | -                                          | -                                          | -                                          | -                                          | -                                          | -                                          |
| 1959                                       | 9                                          | 4                                          | 3                                          | 2                                          | 1                                          | -                                          | -                                          | -                                          | -                                          | -                                          | -                                          | -                                          | -                                          | -                                          | -                                          | 3                                          | -                                          | -                                          | -                                          | -                                          | -                                          | -                                          | -                                          | -                                          | -                                          | -                                          | -                                          | -                                          | -                                          | -                                          | -                                          | -                                          | -                                          | -                                          | -                                          | -                                          |
| 1960                                       | 9                                          | 5                                          | 3                                          | 4                                          | -                                          | -                                          | -                                          | -                                          | -                                          | -                                          | -                                          | -                                          | -                                          | -                                          | -                                          | 1                                          | -                                          | -                                          | -                                          | 1                                          | -                                          | -                                          | -                                          | -                                          | -                                          | -                                          | -                                          | -                                          | -                                          | -                                          | -                                          | -                                          | -                                          | -                                          | -                                          | -                                          |
| 1961                                       | 8                                          | 6                                          | 4                                          | 1                                          | -                                          | -                                          | -                                          | -                                          | 1                                          | -                                          | -                                          | -                                          | -                                          | -                                          | -                                          | 1                                          | -                                          | -                                          | -                                          | -                                          | -                                          | -                                          | -                                          | -                                          | -                                          | -                                          | -                                          | -                                          | -                                          | -                                          | -                                          | -                                          | -                                          | -                                          | -                                          | -                                          |
| 1962                                       | 12                                         | 4                                          | 3                                          | 1                                          | -                                          | -                                          | -                                          | -                                          | 1                                          | -                                          | -                                          | -                                          | -                                          | -                                          | -                                          | -                                          | -                                          | -                                          | -                                          | -                                          | -                                          | -                                          | -                                          | -                                          | -                                          | -                                          | -                                          | -                                          | -                                          | -                                          | -                                          | -                                          | -                                          | -                                          | -                                          | -                                          |
| 1963                                       | 20                                         | -                                          | 1                                          | -                                          | -                                          | -                                          | -                                          | -                                          | -                                          | -                                          | -                                          | -                                          | -                                          | -                                          | -                                          | -                                          | -                                          | -                                          | -                                          | -                                          | -                                          | -                                          | -                                          | -                                          | -                                          | -                                          | -                                          | -                                          | -                                          | -                                          | -                                          | -                                          | -                                          | -                                          | -                                          | -                                          |
| 1964                                       | 16                                         | 1                                          | 1                                          | 1                                          | 1                                          | 1                                          | -                                          | -                                          | 1                                          | -                                          | -                                          | -                                          | -                                          | -                                          | -                                          | -                                          | -                                          | -                                          | -                                          | -                                          | -                                          | -                                          | -                                          | -                                          | -                                          | -                                          | -                                          | -                                          | -                                          | -                                          | -                                          | -                                          | -                                          | -                                          | -                                          | -                                          |
| 1965                                       | 21                                         | -                                          | -                                          | -                                          | 1                                          | -                                          | -                                          | -                                          | -                                          | -                                          | -                                          | -                                          | -                                          | -                                          | -                                          | -                                          | -                                          | -                                          | -                                          | -                                          | -                                          | -                                          | -                                          | -                                          | -                                          | -                                          | -                                          | -                                          | -                                          | -                                          | -                                          | -                                          | -                                          | -                                          | -                                          | -                                          |
| 1966                                       | 17                                         | -                                          | 2                                          | -                                          | -                                          | 2                                          | -                                          | 1                                          | -                                          | -                                          | -                                          | -                                          | -                                          | -                                          | -                                          | -                                          | -                                          | -                                          | -                                          | -                                          | -                                          | -                                          | -                                          | -                                          | -                                          | -                                          | -                                          | -                                          | -                                          | -                                          | -                                          | -                                          | -                                          | -                                          | -                                          | -                                          |
| 1967                                       | 9                                          | 7                                          | 3                                          | 1                                          | -                                          | 2                                          | -                                          | -                                          | -                                          | -                                          | -                                          | 1                                          | -                                          | -                                          | -                                          | -                                          | -                                          | -                                          | -                                          | -                                          | -                                          | -                                          | -                                          | -                                          | -                                          | -                                          | -                                          | -                                          | -                                          | -                                          | -                                          | -                                          | -                                          | -                                          | -                                          | -                                          |
| 1968                                       | 11                                         | 7                                          | 4                                          | 1                                          | -                                          | -                                          | -                                          | -                                          | -                                          | -                                          | -                                          | -                                          | -                                          | -                                          | -                                          | -                                          | -                                          | -                                          | -                                          | -                                          | -                                          | -                                          | -                                          | -                                          | -                                          | -                                          | -                                          | -                                          | -                                          | -                                          | -                                          | -                                          | -                                          | -                                          | -                                          | -                                          |
| 1969                                       | 17                                         | 5                                          | -                                          | -                                          | -                                          | -                                          | -                                          | -                                          | -                                          | -                                          | -                                          | 1                                          | -                                          | -                                          | -                                          | -                                          | -                                          | -                                          | -                                          | -                                          | -                                          | -                                          | -                                          | -                                          | -                                          | -                                          | -                                          | -                                          | -                                          | -                                          | -                                          | -                                          | -                                          | -                                          | -                                          | -                                          |
| 1970                                       | 14                                         | 5                                          | 1                                          | -                                          | -                                          | -                                          | -                                          | -                                          | -                                          | -                                          | -                                          | -                                          | -                                          | -                                          | -                                          | -                                          | -                                          | -                                          | -                                          | -                                          | -                                          | -                                          | -                                          | -                                          | -                                          | -                                          | -                                          | -                                          | -                                          | -                                          | -                                          | -                                          | -                                          | -                                          | -                                          | -                                          |
| 1971                                       | 15                                         | 2                                          | 3                                          | -                                          | -                                          | -                                          | -                                          | -                                          | -                                          | -                                          | -                                          | 1                                          | -                                          | -                                          | -                                          | -                                          | -                                          | -                                          | -                                          | -                                          | -                                          | -                                          | -                                          | -                                          | -                                          | -                                          | -                                          | -                                          | -                                          | -                                          | -                                          | -                                          | -                                          | -                                          | -                                          | -                                          |
| 1972                                       | 9                                          | 10                                         | 3                                          | -                                          | -                                          | -                                          | -                                          | -                                          | -                                          | -                                          | -                                          | -                                          | -                                          | -                                          | -                                          | -                                          | -                                          | 1                                          | -                                          | -                                          | -                                          | -                                          | -                                          | -                                          | -                                          | -                                          | -                                          | -                                          | -                                          | -                                          | -                                          | -                                          | -                                          | -                                          | -                                          | -                                          |
| 1973                                       | 5                                          | 13                                         | 1                                          | -                                          | -                                          | -                                          | -                                          | -                                          | 1                                          | 1                                          | -                                          | -                                          | -                                          | -                                          | -                                          | -                                          | -                                          | -                                          | -                                          | -                                          | -                                          | -                                          | -                                          | -                                          | -                                          | -                                          | -                                          | -                                          | -                                          | -                                          | -                                          | -                                          | -                                          | -                                          | -                                          | -                                          |
| 1974                                       | 10                                         | 7                                          | 6                                          | -                                          | -                                          | -                                          | -                                          | -                                          | -                                          | -                                          | -                                          | -                                          | -                                          | -                                          | -                                          | -                                          | -                                          | -                                          | -                                          | -                                          | -                                          | -                                          | -                                          | -                                          | -                                          | -                                          | -                                          | -                                          | -                                          | -                                          | -                                          | -                                          | -                                          | -                                          | -                                          | -                                          |
| 1975                                       | 8                                          | 11                                         | 2                                          | -                                          | -                                          | -                                          | -                                          | -                                          | -                                          | 1                                          | -                                          | -                                          | -                                          | -                                          | 1                                          | -                                          | -                                          | -                                          | -                                          | -                                          | -                                          | -                                          | -                                          | -                                          | -                                          | -                                          | -                                          | -                                          | -                                          | -                                          | -                                          | -                                          | -                                          | -                                          | -                                          | -                                          |
| 1976                                       | 10                                         | 12                                         | 2                                          | -                                          | -                                          | -                                          | -                                          | -                                          | -                                          | -                                          | -                                          | -                                          | -                                          | -                                          | -                                          | -                                          | -                                          | -                                          | -                                          | -                                          | -                                          | -                                          | -                                          | -                                          | -                                          | -                                          | -                                          | -                                          | -                                          | -                                          | -                                          | -                                          | -                                          | -                                          | -                                          | -                                          |
| 1977                                       | 15                                         | 11                                         | -                                          | -                                          | -                                          | -                                          | -                                          | -                                          | -                                          | -                                          | -                                          | -                                          | -                                          | -                                          | 1                                          | -                                          | -                                          | -                                          | -                                          | -                                          | -                                          | -                                          | -                                          | -                                          | -                                          | -                                          | -                                          | -                                          | -                                          | -                                          | -                                          | -                                          | -                                          | -                                          | -                                          | -                                          |
| 1978                                       | 16                                         | 4                                          | -                                          | -                                          | -                                          | 2                                          | -                                          | -                                          | -                                          | -                                          | -                                          | -                                          | -                                          | -                                          | -                                          | -                                          | -                                          | -                                          | -                                          | -                                          | -                                          | -                                          | -                                          | -                                          | -                                          | -                                          | -                                          | -                                          | -                                          | -                                          | -                                          | -                                          | -                                          | -                                          | -                                          | -                                          |
| 1979                                       | 12                                         | 3                                          | -                                          | -                                          | 1                                          | -                                          | -                                          | -                                          | -                                          | -                                          | -                                          | -                                          | -                                          | -                                          | 1                                          | -                                          | -                                          | 2                                          | -                                          | -                                          | -                                          | -                                          | -                                          | -                                          | -                                          | -                                          | -                                          | -                                          | -                                          | -                                          | 1                                          | -                                          | -                                          | -                                          | -                                          | -                                          |
| 1980                                       | 17                                         | -                                          | 1                                          | 3                                          | -                                          | -                                          | -                                          | -                                          | -                                          | -                                          | -                                          | 1                                          | -                                          | -                                          | -                                          | -                                          | -                                          | 1                                          | -                                          | -                                          | -                                          | -                                          | -                                          | -                                          | -                                          | -                                          | -                                          | -                                          | -                                          | -                                          | -                                          | -                                          | -                                          | -                                          | -                                          | -                                          |
| 1981                                       | 17                                         | -                                          | 1                                          | -                                          | 2                                          | -                                          | -                                          | -                                          | -                                          | -                                          | -                                          | -                                          | -                                          | -                                          | 3                                          | -                                          | -                                          | -                                          | -                                          | -                                          | -                                          | -                                          | -                                          | -                                          | -                                          | -                                          | -                                          | -                                          | -                                          | -                                          | -                                          | -                                          | -                                          | -                                          | -                                          | -                                          |
| 1982                                       | 11                                         | -                                          | 1                                          | 5                                          | 4                                          | -                                          | 1                                          | -                                          | -                                          | -                                          | -                                          | -                                          | -                                          | -                                          | -                                          | -                                          | -                                          | -                                          | -                                          | -                                          | -                                          | -                                          | -                                          | -                                          | -                                          | -                                          | -                                          | -                                          | -                                          | -                                          | -                                          | -                                          | -                                          | -                                          | -                                          | -                                          |
| 1983                                       | 16                                         | 1                                          | 3                                          | -                                          | -                                          | 1                                          | -                                          | -                                          | -                                          | -                                          | -                                          | -                                          | -                                          | -                                          | -                                          | -                                          | -                                          | 2                                          | -                                          | -                                          | -                                          | -                                          | -                                          | -                                          | -                                          | -                                          | -                                          | -                                          | -                                          | -                                          | -                                          | -                                          | -                                          | -                                          | -                                          | -                                          |
| 1984                                       | 11                                         | -                                          | 1                                          | 2                                          | 6                                          | -                                          | -                                          | -                                          | -                                          | -                                          | -                                          | -                                          | -                                          | -                                          | 2                                          | -                                          | -                                          | -                                          | -                                          | -                                          | -                                          | -                                          | -                                          | -                                          | -                                          | -                                          | -                                          | -                                          | -                                          | -                                          | -                                          | -                                          | -                                          | -                                          | -                                          | -                                          |
| 1985                                       | 13                                         | -                                          | -                                          | 1                                          | 5                                          | -                                          | -                                          | -                                          | -                                          | -                                          | -                                          | -                                          | 2                                          | -                                          | -                                          | -                                          | -                                          | -                                          | -                                          | -                                          | 2                                          | -                                          | -                                          | -                                          | -                                          | -                                          | -                                          | -                                          | -                                          | -                                          | -                                          | -                                          | -                                          | -                                          | -                                          | -                                          |
| 1986                                       | 10                                         | 1                                          | 1                                          | -                                          | 1                                          | -                                          | -                                          | -                                          | 3                                          | -                                          | -                                          | -                                          | 1                                          | -                                          | 1                                          | -                                          | -                                          | -                                          | -                                          | 1                                          | 2                                          | -                                          | 1                                          | -                                          | -                                          | -                                          | -                                          | -                                          | -                                          | -                                          | -                                          | -                                          | -                                          | -                                          | -                                          | -                                          |
| 1987                                       | 12                                         | 1                                          | -                                          | 3                                          | 1                                          | -                                          | -                                          | 1                                          | 3                                          | -                                          | -                                          | -                                          | -                                          | -                                          | -                                          | -                                          | -                                          | -                                          | -                                          | 2                                          | -                                          | -                                          | -                                          | -                                          | -                                          | -                                          | -                                          | -                                          | -                                          | -                                          | -                                          | -                                          | -                                          | -                                          | -                                          | -                                          |
| 1988                                       | 10                                         | -                                          | -                                          | 3                                          | 3                                          | 1                                          | -                                          | -                                          | 1                                          | -                                          | -                                          | -                                          | 2                                          | -                                          | -                                          | -                                          | -                                          | -                                          | -                                          | -                                          | -                                          | -                                          | 1                                          | -                                          | -                                          | -                                          | -                                          | -                                          | -                                          | -                                          | -                                          | -                                          | -                                          | -                                          | -                                          | -                                          |
| 1989                                       | 4                                          | -                                          | -                                          | 1                                          | 4                                          | -                                          | 1                                          | -                                          | 2                                          | 2                                          | -                                          | 3                                          | -                                          | -                                          | -                                          | -                                          | -                                          | -                                          | -                                          | -                                          | 1                                          | -                                          | 3                                          | -                                          | -                                          | -                                          | -                                          | -                                          | -                                          | -                                          | -                                          | -                                          | -                                          | -                                          | -                                          | -                                          |
| 1990                                       | 13                                         | -                                          | 1                                          | 3                                          | -                                          | -                                          | 2                                          | -                                          | -                                          | -                                          | -                                          | -                                          | -                                          | -                                          | -                                          | -                                          | 1                                          | -                                          | -                                          | -                                          | -                                          | -                                          | -                                          | 1                                          | -                                          | -                                          | -                                          | -                                          | -                                          | -                                          | -                                          | -                                          | -                                          | -                                          | -                                          | -                                          |
| 1991                                       | 16                                         | -                                          | 2                                          | 2                                          | -                                          | -                                          | -                                          | 1                                          | -                                          | -                                          | -                                          | -                                          | -                                          | -                                          | -                                          | -                                          | 1                                          | -                                          | -                                          | -                                          | -                                          | -                                          | -                                          | -                                          | -                                          | -                                          | -                                          | -                                          | -                                          | -                                          | -                                          | -                                          | -                                          | -                                          | -                                          | -                                          |
| 1992                                       | 15                                         | -                                          | 2                                          | 2                                          | -                                          | 1                                          | -                                          | 1                                          | -                                          | 1                                          | -                                          | -                                          | -                                          | -                                          | -                                          | -                                          | -                                          | -                                          | -                                          | -                                          | -                                          | -                                          | -                                          | -                                          | -                                          | -                                          | -                                          | -                                          | -                                          | -                                          | -                                          | -                                          | -                                          | -                                          | -                                          | -                                          |
| 1993                                       | 16                                         | -                                          | 2                                          | -                                          | -                                          | -                                          | -                                          | -                                          | -                                          | -                                          | 2                                          | 1                                          | -                                          | -                                          | -                                          | -                                          | -                                          | -                                          | -                                          | -                                          | -                                          | -                                          | -                                          | -                                          | -                                          | -                                          | -                                          | 1                                          | -                                          | -                                          | -                                          | -                                          | -                                          | -                                          | -                                          | -                                          |
| 1994                                       | 11                                         | -                                          | 1                                          | 1                                          | 1                                          | -                                          | -                                          | 1                                          | -                                          | -                                          | 3                                          | -                                          | -                                          | -                                          | -                                          | -                                          | 1                                          | -                                          | 3                                          | -                                          | -                                          | -                                          | -                                          | -                                          | -                                          | -                                          | -                                          | -                                          | -                                          | -                                          | -                                          | 1                                          | -                                          | -                                          | -                                          | -                                          |
| 1995                                       | 10                                         | -                                          | 1                                          | -                                          | 6                                          | -                                          | -                                          | -                                          | -                                          | 1                                          | 1                                          | 1                                          | -                                          | -                                          | -                                          | -                                          | 1                                          | -                                          | 1                                          | -                                          | -                                          | -                                          | -                                          | -                                          | -                                          | -                                          | -                                          | -                                          | -                                          | -                                          | -                                          | -                                          | -                                          | -                                          | -                                          | -                                          |
| 1996                                       | 13                                         | -                                          | 1                                          | 1                                          | 1                                          | -                                          | -                                          | -                                          | -                                          | -                                          | 2                                          | 1                                          | -                                          | -                                          | -                                          | -                                          | 2                                          | 1                                          | -                                          | -                                          | -                                          | -                                          | -                                          | -                                          | -                                          | -                                          | -                                          | -                                          | -                                          | -                                          | -                                          | -                                          | -                                          | -                                          | -                                          | -                                          |
| 1997                                       | 13                                         | -                                          | 1                                          | -                                          | -                                          | 1                                          | -                                          | -                                          | -                                          | 1                                          | 4                                          | -                                          | -                                          | -                                          | -                                          | -                                          | 1                                          | 1                                          | -                                          | -                                          | -                                          | -                                          | -                                          | -                                          | -                                          | -                                          | -                                          | -                                          | -                                          | -                                          | -                                          | -                                          | -                                          | -                                          | -                                          | -                                          |
| 1998                                       | 15                                         | -                                          | 1                                          | 1                                          | 3                                          | -                                          | -                                          | -                                          | -                                          | -                                          | 1                                          | -                                          | -                                          | -                                          | -                                          | -                                          | 1                                          | 1                                          | -                                          | -                                          | -                                          | -                                          | -                                          | -                                          | -                                          | -                                          | -                                          | -                                          | -                                          | -                                          | -                                          | -                                          | -                                          | -                                          | -                                          | -                                          |
| 1999                                       | 13                                         | -                                          | 1                                          | 3                                          | -                                          | -                                          | -                                          | -                                          | 2                                          | 1                                          | -                                          | -                                          | -                                          | -                                          | -                                          | -                                          | 1                                          | -                                          | -                                          | -                                          | -                                          | -                                          | -                                          | -                                          | -                                          | -                                          | -                                          | 1                                          | -                                          | -                                          | -                                          | -                                          | -                                          | -                                          | -                                          | -                                          |
| 2000                                       | 13                                         | 1                                          | 2                                          | -                                          | -                                          | -                                          | 1                                          | -                                          | -                                          | 1                                          | 1                                          | -                                          | -                                          | -                                          | -                                          | -                                          | -                                          | -                                          | 3                                          | -                                          | -                                          | -                                          | -                                          | -                                          | -                                          | -                                          | -                                          | -                                          | -                                          | -                                          | -                                          | -                                          | -                                          | -                                          | -                                          | -                                          |
| 2001                                       | 15                                         | 1                                          | 1                                          | -                                          | -                                          | 2                                          | -                                          | -                                          | -                                          | 1                                          | -                                          | -                                          | -                                          | -                                          | -                                          | -                                          | -                                          | -                                          | -                                          | -                                          | -                                          | -                                          | -                                          | -                                          | -                                          | 1                                          | -                                          | -                                          | -                                          | -                                          | -                                          | -                                          | -                                          | -                                          | -                                          | -                                          |
| 2002                                       | 11                                         | 1                                          | 3                                          | -                                          | -                                          | -                                          | 2                                          | -                                          | -                                          | -                                          | 1                                          | -                                          | 1                                          | -                                          | -                                          | -                                          | -                                          | -                                          | -                                          | -                                          | -                                          | -                                          | -                                          | -                                          | -                                          | 2                                          | -                                          | -                                          | -                                          | -                                          | -                                          | -                                          | -                                          | -                                          | -                                          | -                                          |
| 2003                                       | 16                                         | -                                          | 1                                          | -                                          | -                                          | -                                          | 2                                          | -                                          | -                                          | -                                          | -                                          | -                                          | -                                          | -                                          | 1                                          | -                                          | 1                                          | -                                          | -                                          | -                                          | -                                          | -                                          | -                                          | -                                          | -                                          | -                                          | -                                          | -                                          | -                                          | -                                          | -                                          | -                                          | -                                          | -                                          | -                                          | -                                          |
| 2004                                       | 16                                         | -                                          | -                                          | -                                          | -                                          | -                                          | 2                                          | -                                          | -                                          | -                                          | 1                                          | -                                          | 1                                          | -                                          | -                                          | -                                          | 1                                          | -                                          | -                                          | -                                          | -                                          | -                                          | -                                          | -                                          | -                                          | -                                          | -                                          | -                                          | -                                          | -                                          | -                                          | -                                          | -                                          | -                                          | -                                          | -                                          |
| 2005                                       | 11                                         | -                                          | 1                                          | 1                                          | -                                          | -                                          | 4                                          | -                                          | -                                          | 2                                          | -                                          | -                                          | 1                                          | -                                          | -                                          | -                                          | -                                          | -                                          | -                                          | -                                          | -                                          | -                                          | -                                          | 1                                          | -                                          | -                                          | -                                          | -                                          | -                                          | -                                          | -                                          | -                                          | -                                          | -                                          | -                                          | -                                          |
| 2006                                       | 8                                          | 1                                          | 2                                          | -                                          | -                                          | 4                                          | 3                                          | -                                          | -                                          | 1                                          | -                                          | -                                          | -                                          | -                                          | -                                          | -                                          | -                                          | -                                          | -                                          | -                                          | -                                          | -                                          | -                                          | -                                          | -                                          | -                                          | 1                                          | -                                          | -                                          | -                                          | -                                          | -                                          | -                                          | -                                          | -                                          | -                                          |
| 2007                                       | 15                                         | -                                          | 1                                          | -                                          | -                                          | 1                                          | 1                                          | -                                          | -                                          | 1                                          | -                                          | -                                          | -                                          | -                                          | 1                                          | -                                          | -                                          | -                                          | -                                          | -                                          | -                                          | -                                          | -                                          | -                                          | -                                          | -                                          | -                                          | -                                          | 2                                          | -                                          | -                                          | -                                          | -                                          | -                                          | -                                          | -                                          |
| 2008                                       | 14                                         | -                                          | -                                          | -                                          | -                                          | 2                                          | -                                          | 2                                          | -                                          | -                                          | 1                                          | -                                          | -                                          | -                                          | -                                          | -                                          | -                                          | -                                          | -                                          | -                                          | -                                          | -                                          | -                                          | -                                          | 1                                          | -                                          | -                                          | -                                          | -                                          | -                                          | -                                          | -                                          | -                                          | -                                          | -                                          | -                                          |
| 2009                                       | 6                                          | 2                                          | 2                                          | -                                          | -                                          | -                                          | 1                                          | 3                                          | -                                          | -                                          | 3                                          | -                                          | -                                          | -                                          | 1                                          | -                                          | -                                          | -                                          | -                                          | -                                          | -                                          | -                                          | -                                          | -                                          | 1                                          | -                                          | 1                                          | -                                          | -                                          | -                                          | -                                          | -                                          | -                                          | -                                          | -                                          | -                                          |
| 2010                                       | 7                                          | 1                                          | -                                          | 1                                          | 1                                          | 1                                          | 3                                          | 1                                          | -                                          | -                                          | 1                                          | 1                                          | 2                                          | -                                          | -                                          | -                                          | -                                          | 1                                          | -                                          | -                                          | -                                          | -                                          | -                                          | -                                          | -                                          | -                                          | -                                          | -                                          | -                                          | -                                          | -                                          | -                                          | -                                          | -                                          | -                                          | -                                          |
| 2011                                       | 6                                          | 1                                          | 4                                          | 1                                          | -                                          | -                                          | -                                          | 3                                          | 1                                          | -                                          | -                                          | -                                          | -                                          | -                                          | -                                          | -                                          | -                                          | -                                          | -                                          | -                                          | -                                          | -                                          | -                                          | 2                                          | 1                                          | -                                          | -                                          | -                                          | -                                          | -                                          | -                                          | -                                          | -                                          | -                                          | -                                          | -                                          |
| 2012                                       | 6                                          | 1                                          | 4                                          | -                                          | -                                          | -                                          | 1                                          | 3                                          | -                                          | 1                                          | -                                          | 1                                          | 1                                          | -                                          | -                                          | -                                          | -                                          | -                                          | 1                                          | -                                          | -                                          | -                                          | -                                          | -                                          | -                                          | -                                          | -                                          | -                                          | -                                          | -                                          | -                                          | -                                          | 1                                          | -                                          | -                                          | -                                          |
| 2013                                       | 7                                          | -                                          | 1                                          | -                                          | -                                          | 1                                          | 1                                          | 6                                          | -                                          | 1                                          | 1                                          | -                                          | -                                          | -                                          | -                                          | -                                          | -                                          | -                                          | -                                          | -                                          | -                                          | -                                          | -                                          | -                                          | -                                          | -                                          | 1                                          | -                                          | -                                          | -                                          | -                                          | -                                          | -                                          | -                                          | -                                          | -                                          |
| 2014                                       | 6                                          | -                                          | -                                          | 3                                          | -                                          | 2                                          | 3                                          | -                                          | 1                                          | 4                                          | -                                          | -                                          | -                                          | 1                                          | -                                          | -                                          | -                                          | -                                          | -                                          | -                                          | -                                          | -                                          | -                                          | -                                          | -                                          | -                                          | -                                          | -                                          | -                                          | -                                          | -                                          | -                                          | -                                          | -                                          | -                                          | -                                          |
| 2015                                       | 9                                          | 3                                          | 3                                          | -                                          | -                                          | 1                                          | 1                                          | -                                          | -                                          | -                                          | 1                                          | -                                          | -                                          | 1                                          | -                                          | -                                          | -                                          | -                                          | -                                          | -                                          | -                                          | -                                          | -                                          | -                                          | 1                                          | -                                          | -                                          | -                                          | -                                          | -                                          | -                                          | -                                          | -                                          | -                                          | -                                          | -                                          |
| 2016                                       | 6                                          | 1                                          | 2                                          | -                                          | -                                          | 7                                          | -                                          | -                                          | 1                                          | 1                                          | 1                                          | -                                          | -                                          | 1                                          | -                                          | -                                          | -                                          | -                                          | -                                          | -                                          | -                                          | -                                          | -                                          | -                                          | -                                          | -                                          | -                                          | -                                          | -                                          | -                                          | -                                          | -                                          | -                                          | 1                                          | -                                          | -                                          |
| 2017                                       | 1                                          | -                                          | 3                                          | 2                                          | 1                                          | 1                                          | 1                                          | -                                          | 3                                          | 5                                          | -                                          | -                                          | 1                                          | 1                                          | -                                          | 1                                          | -                                          | -                                          | -                                          | -                                          | -                                          | -                                          | -                                          | -                                          | -                                          | -                                          | -                                          | -                                          | -                                          | -                                          | -                                          | -                                          | -                                          | -                                          | 1                                          | -                                          |
| 2018                                       | 5                                          | 1                                          | 1                                          | -                                          | -                                          | 1                                          | 1                                          | 5                                          | 1                                          | 1                                          | -                                          | -                                          | -                                          | 1                                          | -                                          | -                                          | -                                          | -                                          | -                                          | 3                                          | -                                          | 1                                          | -                                          | -                                          | -                                          | -                                          | -                                          | -                                          | -                                          | -                                          | -                                          | -                                          | -                                          | -                                          | -                                          | -                                          |
| 2019                                       | 5                                          | -                                          | 2                                          | 2                                          | -                                          | 2                                          | 2                                          | -                                          | -                                          | 2                                          | 1                                          | -                                          | 1                                          | 2                                          | -                                          | -                                          | -                                          | -                                          | -                                          | -                                          | -                                          | 2                                          | -                                          | -                                          | -                                          | -                                          | -                                          | -                                          | -                                          | -                                          | -                                          | -                                          | -                                          | -                                          | -                                          | -                                          |
| 2020                                       | 6                                          | -                                          | -                                          | 4                                          | -                                          | -                                          | 2                                          | 3                                          | -                                          | -                                          | -                                          | -                                          | -                                          | 1                                          | -                                          | -                                          | -                                          | -                                          | 1                                          | -                                          | 1                                          | 2                                          | -                                          | -                                          | -                                          | -                                          | -                                          | -                                          | -                                          | 1                                          | -                                          | -                                          | -                                          | -                                          | -                                          | -                                          |
| 2021                                       | 7                                          | 2                                          | -                                          | 1                                          | 2                                          | -                                          | 2                                          | 1                                          | 1                                          | 2                                          | -                                          | -                                          | 1                                          | -                                          | -                                          | -                                          | -                                          | -                                          | -                                          | 1                                          | -                                          | -                                          | -                                          | -                                          | -                                          | -                                          | -                                          | -                                          | -                                          | 1                                          | -                                          | -                                          | -                                          | -                                          | -                                          | -                                          |
| 2022                                       | 5                                          | 2                                          | -                                          | 3                                          | -                                          | 1                                          | 1                                          | 3                                          | 3                                          | 1                                          | -                                          | -                                          | -                                          | -                                          | -                                          | -                                          | -                                          | -                                          | 1                                          | -                                          | -                                          | -                                          | -                                          | -                                          | -                                          | -                                          | -                                          | -                                          | -                                          | -                                          | -                                          | -                                          | -                                          | -                                          | -                                          | 1                                          |
| 2023                                       | 4                                          | 2                                          | -                                          | 1                                          | -                                          | 3                                          | 2                                          | 1                                          | -                                          | 2                                          | -                                          | 2                                          | 1                                          | 1                                          | -                                          | -                                          | -                                          | -                                          | -                                          | 1                                          | 1                                          | -                                          | -                                          | -                                          | -                                          | -                                          | -                                          | -                                          | -                                          | -                                          | -                                          | -                                          | -                                          | -                                          | -                                          | -                                          |
| 2024                                       | 5                                          | 3                                          | 1                                          | 3                                          | -                                          | 1                                          | -                                          | -                                          | 1                                          | -                                          | -                                          | -                                          | -                                          | 6                                          | -                                          | -                                          | -                                          | -                                          | -                                          | -                                          | -                                          | 1                                          | -                                          | -                                          | -                                          | -                                          | -                                          | -                                          | -                                          | -                                          | -                                          | -                                          | -                                          | -                                          | -                                          | -                                          |
| 2025                                       | 1                                          | 1                                          | 2                                          | 1                                          | -                                          | 1                                          | 3                                          | 1                                          | 4                                          | -                                          | -                                          | 5                                          | -                                          | -                                          | -                                          | -                                          | -                                          | -                                          | -                                          | -                                          | -                                          | 1                                          | -                                          | -                                          | -                                          | 1                                          | -                                          | -                                          | -                                          | -                                          | -                                          | -                                          | -                                          | -                                          | -                                          | -                                          |
| Total                                      | 1293                                       | 167                                        | 113                                        | 76                                         | 57                                         | 43                                         | 43                                         | 37                                         | 37                                         | 34                                         | 25                                         | 19                                         | 15                                         | 15                                         | 12                                         | 12                                         | 11                                         | 10                                         | 10                                         | 9                                          | 7                                          | 7                                          | 5                                          | 4                                          | 4                                          | 4                                          | 3                                          | 2                                          | 2                                          | 2                                          | 1                                          | 1                                          | 1                                          | 1                                          | 1                                          | 1                                          |
| #                                          | Bandera de Italia                          | Bandera de Bélgica                         | Bandera de España                          | Bandera de Francia                         | Bandera de Suiza                           | Bandera de Alemania                        | Bandera de Australia                       | Bandera del Reino Unido                    | Bandera de los Países Bajos                | Bandera de Colombia                        | Bandera de Rusia                           | Bandera de Dinamarca                       | Bandera de Estados Unidos                  | Bandera de Eslovenia                       | Bandera de Noruega                         | Bandera de Luxemburgo                      | Bandera de Ucrania                         | Bandera de Suecia                          | Bandera de República Checa                 | Bandera de Irlanda                         | Bandera de Portugal                        | Bandera de Ecuador                         | Bandera de Polonia                         | Bandera de Venezuela                       | Bandera de Bielorrusia                     | Bandera de México                          | Bandera de Lituania                        | Bandera de Letonia                         | Bandera de Argentina                       | Bandera de Eslovaquia                      | Bandera de Sudáfrica                       | Bandera de Uzbekistán                      | Bandera de Costa Rica                      | Bandera de Estonia                         | Bandera de Austria                         | Bandera de Eritrea                         |

### Días de líder
- Actualizado a 2025

| Ciclista            | Días de líder |
| ------------------- | ------------- |
| Eddy Merckx         | 77            |
| Alfredo Binda       | 61            |
| Francesco Moser     | 57            |
| Giuseppe Saronni    | 51            |
| Gino Bartali        | 50            |
| Jacques Anquetil    | 42            |
| Fausto Coppi        | 31            |
| Bernard Hinault     | 31            |
| Miguel Induráin     | 29            |
| Costante Girardengo | 26            |
| Roberto Visentini   | 26            |

| Ciclista          | Días de líder |
| ----------------- | ------------- |
| Gilberto Simoni   | 25            |
| Danilo Di Luca    | 25            |
| Fiorenzo Magni    | 25            |
| Alberto Contador  | 36 23         |
| Hugo Koblet       | 22            |
| Giovanni Valetti  | 22            |
| Felice Gimondi    | 21            |
| Franco Chioccioli | 21            |
| Johan De Muynck   | 21            |
| Tony Rominger     | 21            |
| Gianni Bugno      | 20            |

| Ciclista        | Días de líder |
| --------------- | ------------- |
| Pavel Tonkov    | 20            |
| Tadej Pogačar   | 20            |
| Charly Gaul     | 19            |
| Vittorio Adorni | 19            |
| Yevgueni Berzin | 19            |
| Ivan Basso      | 19            |
| Stephen Roche   | 18            |
| Vincenzo Nibali | 18            |
| Carlo Galetti   | 17            |
| Tom Dumoulin    | 17            |
| Luigi Marchisio | 16            |

| Ciclista          | Días de líder |
| ----------------- | ------------- |
| Learco Guerra     | 16            |
| Carlo Clerici     | 16            |
| Laurent Fignon    | 16            |
| Vasco Bergamaschi | 15            |
| João Almeida      | 15            |
| Giovanni Brunero  | 14            |
| Michele Dancelli  | 14            |
| Marco Pantani     | 14            |
| Simon Yates       | 15            |

### Otros datos
Para más datos, véase Datos estadísticos del Giro de Italia
Clasificación por puntos
- Francesco Moser: 4 (1976, 1977, 1978, 1982)
- Giuseppe Saronni: 4 (1979, 1980, 1981, 1983)

Clasificación de la montaña
- Gino Bartali: 7 (1935, 1936, 1937, 1939, 1940, 1946, 1947)

Más etapas ganadas
- Mario Cipollini: 42

Más etapas ganadas en una edición
- Alfredo Binda: 12 (1927)

Más etapas consecutivas ganadas
- Alfredo Binda: 8 (1929)

Giro más largo
- 4.337 km (1954)

Giro más corto
- 2.245 km (1909)

Etapa más larga
- 430 km en 1914 (Lucca-Roma)

Etapa más corta (excluidas las contrarreloj)
- 31 km en 1987 San Remo-San Romolo

Ganador más joven
- Fausto Coppi: en 1940 (20 años, 8 meses y 25 días)

Ganador de más edad
- Fiorenzo Magni; en 1955 (34 años y 6 meses)

Mayor diferencia del 1º al 2º
- 1 h 57 min 26 s: Alfonso Calzolari a  Pierino Albini (1914)

Menor diferencia del 1º al 2º
Son 9 las diferencias menores al medio minuto en la clasificación final:
- 11 segundos:  Fiorenzo Magni a  Ezio Cecchi (1948)
- 12 segundos:  Eddy Merckx a  Gianbattista Baronchelli (1974)
- 13 segundos:  Fiorenzo Magni a  Fausto Coppi (1955)
- 14 segundos:  Primož Roglič a  Geraint Thomas (2023)
- 16 segundos:  Ryder Hesjedal a  Joaquim Rodríguez (2012)
- 19 segundos:  Gastone Nencini a  Louison Bobet (1957)
- 19 segundos:  Felice Gimondi a  Johan De Muynck (1976)
- 28 segundos:  Jacques Anquetil a  Gastone Nencini (1960)
- 28 segundos:  Paolo Savoldelli a  Gilberto Simoni (2005)

## Fallecidos en la prueba
- 1952: Orfeo Ponsin ( Italia) 4.ª etapa.
- 1976: Juan Manuel Santisteban ( España) 1.ª etapa.
- 1986: Emilio Ravasio ( Italia) 17.ª etapa.
- 2011: Wouter Weylandt ( Bélgica) 3.ª etapa.

## Retransmisión por televisión en España y América
En España, el Giro se emite todos los años por Eurosport. En la televisión en abierto las emisoras que lo han emitido desde el año 1998 son:
- 1993: Tele 5.
- 1994: Tele 5.
- 1998: La 2 de TVE.
- 1999: La 2 de TVE.
- 2000: La 2 de TVE.
- 2002: Localia TV (excepto Castilla y León y País Vasco), ETB1, Canal 4 de Castilla y León.
- 2003: Localia TV (excepto País Vasco), ETB1.
- 2006: diez etapas en diferido por La 2 de TVE.
- 2008: tres últimas etapas en La 2 de TVE (excepto País Vasco y Galicia); todo el Giro en ETB1 y G2
- 2009: ETB1, La 8 de CYLTV, TPA.
- 2010: Veo TV.
- 2011: Veo TV.
- 2012: en diferido por Marca TV.
- 2015: Teledeporte, ETB1.
- 2016: Teledeporte, ETB1.

En Hispanoamérica transmite:
- DSports

En Colombia transmite:
- Canal RCN
- Caracol Televisión